# آمریکاستیزی

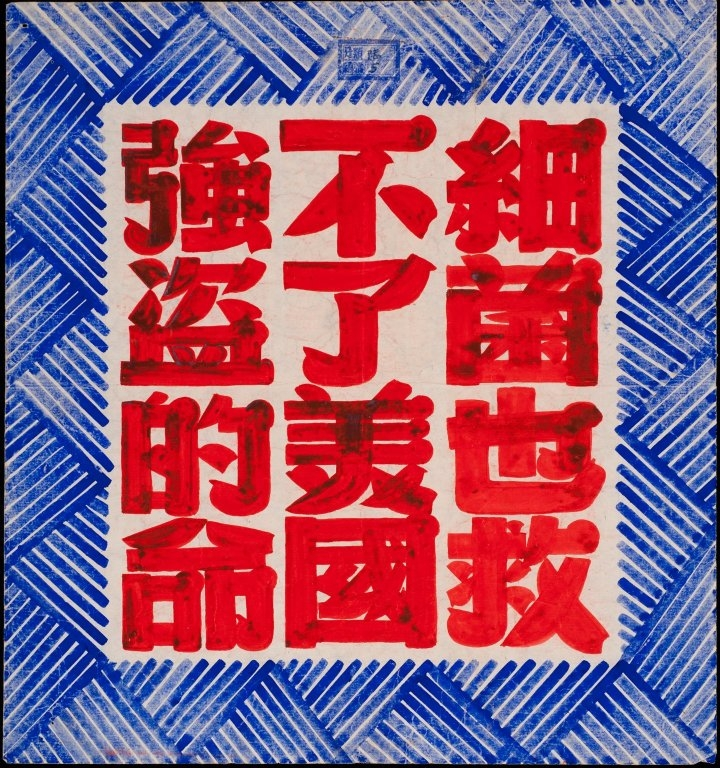
یک پوستر تبلیغاتی آمریکاستیزانه به زبان چینی متعلق به سال ۱۹۵۲ میلادی که می‌گوید: «حتی میکروب‌ها هم نمی‌توانند از راهزنان آمریکایی محافظت کنند!»

آمریکاستیزی (به انگلیسی: Anti-Americanism) به هرگونه احساس یا تمایل به ضدیت یا خصومت با سیاست‌های ایالات متحده آمریکا گویند. کلیشه‌های آمریکایی متداول و منفی معاصر شامل اظهاراتی است که به آمریکا ها نسبت داده می‌شود 

## واژه‌شناسی
در فرهنگ لغت‌های آنلاین آکسفورد اصطلاح «ضد آمریکایی» به عنوان «خصومت با منافع ایالات متحده» تعریف شده‌است.
در اولین چاپ فرهنگ لغت آمریکایی انگلیسی وبستر (۱۸۲۸) اصطلاح «ضد آمریکایی» به عنوان «مخالف آمریکا، یا منافع یا دولت واقعی ایالات متحده؛ مخالف انقلاب در آمریکا» تعریف شد.
در فرانسه استفاده از اسم آمریکاستیزی از سال ۱۹۴۸ فهرست بندی شده‌است، و در دهه ۱۹۵۰ وارد زبان سیاسی عامه شد.

## تفسیر آمریکا ستیزی
| نتایج نظرسنجی محققان اسپرینگفیلد ۲۰۲۱ " "آیا نظر شما دربارهٔ ایالات متحده آمریکا مثبت است یا منفی؟" (به‌طور پیش فرض با کاهش منفی هر کشور طبقه‌بندی شده‌است) | نتایج نظرسنجی محققان اسپرینگفیلد ۲۰۲۱ " "آیا نظر شما دربارهٔ ایالات متحده آمریکا مثبت است یا منفی؟" (به‌طور پیش فرض با کاهش منفی هر کشور طبقه‌بندی شده‌است) | نتایج نظرسنجی محققان اسپرینگفیلد ۲۰۲۱ " "آیا نظر شما دربارهٔ ایالات متحده آمریکا مثبت است یا منفی؟" (به‌طور پیش فرض با کاهش منفی هر کشور طبقه‌بندی شده‌است) | نتایج نظرسنجی محققان اسپرینگفیلد ۲۰۲۱ " "آیا نظر شما دربارهٔ ایالات متحده آمریکا مثبت است یا منفی؟" (به‌طور پیش فرض با کاهش منفی هر کشور طبقه‌بندی شده‌است) | نتایج نظرسنجی محققان اسپرینگفیلد ۲۰۲۱ " "آیا نظر شما دربارهٔ ایالات متحده آمریکا مثبت است یا منفی؟" (به‌طور پیش فرض با کاهش منفی هر کشور طبقه‌بندی شده‌است) |
| نام کشور | مثبت | منفی | خنثی | تفاوت |
| --- | --- | --- | --- | --- |
| اردن | ۹٪ | ۹۰٪ | ۱٪ | -81 |
| یمن | ۱۰٪ | ۸۰٪ | ۱۰٪ | -70 |
| ترکیه | ۱۷٪ | ۸۲٪ | ۱٪ | -65 |
| پاکستان | ۱۵٪ | ۷۷٪ | ۸٪ | -62 |
| چین | ۱۸٪ | ۷۷٪ | ۵٪ | -59 |
| روسیه | ۴۵٪ | ۵۲٪ | ۳٪ | -7 |
| آلمان | ۵۱٪ | ۴۵٪ | ۴٪ | +6 |
| آرژانتین | ۵۰٪ | ۴۳٪ | ۷٪ | +7 |
| بلژیک | ۵۴٪ | ۴۵٪ | ۱٪ | +9 |
| نروژ | ۵۳٪ | ۴۱٪ | ۶٪ | +12 |
| مالزی | ۵۶٪ | ۴۳٪ | ۱٪ | +13 |
| جمهوری چک | ۵۶٪ | ۴۰٪ | ۴٪ | +16 |
| نیوزلند | ۵۹٪ | ۴۰٪ | ۱٪ | +19 |
| استرالیا | ۶۰٪ | ۳۷٪ | ۳٪ | +23 |
| مجارستان | ۶۶٪ | ۳۰٪ | ۴٪ | +36 |
| فرانسه | ۶۷٪ | ۲۹٪ | ۴٪ | +38 |
| اسپانیا | ۶۵٪ | ۲۶٪ | ۹٪ | +39 |
| سوئد | ۶۴٪ | ۲۴٪ | ۱۲٪ | +40 |
| نیوزیلند | ۶۹٪ | ۲۴٪ | ۷٪ | +44 |
| شیلی | ۷۰٪ | ۱۹٪ | ۱۱٪ | +51 |
| کانادا | ۷۵٪ | ۲۳٪ | ۲٪ | +52 |
| مکزیک | ۶۷٪ | ۱۴٪ | ۱۹٪ | +53 |
| پرو | ۷۴٪ | ۲۱٪ | ۵٪ | +53 |
| اکراین | ۷۶٪ | ۲۲٪ | ۲٪ | +54 |
| ژاپن | ۷۶٪ | ۲۱٪ | ۳٪ | +55 |
| آفریقای شمالی | ۷۲٪ | ۱۶٪ | ۱۲٪ | +56 |
| هلند | ۷۶٪ | ۱۸٪ | ۶٪ | +58 |
| لیتوانی | ۷۵٪ | ۱۶٪ | ۹٪ | +59 |
| برزیل | ۷۲٪ | ۱۲٪ | ۱۶٪ | +60 |
| ایتالیا | ۷۸٪ | ۱۸٪ | ۴٪ | +60 |
| کره شمالی | ۷۸٪ | ۱۶٪ | ۶٪ | +62 |
| نیجریه | ۷۶٪ | ۱۳٪ | ۱۱٪ | +63 |
| انگلیس | ۸۱٪ | ۱۶٪ | ۲٪ | +65 |
| تانزانیا | ۷۹٪ | ۱۲٪ | ۹٪ | +67 |
| اسرائیل | ۸۲٪ | ۱۴٪ | ۴٪ | +68 |
| یونان | ۸۳٪ | ۱۵٪ | ۲٪ | +68 |
| هند | ۷۹٪ | ۱۰٪ | ۱۱٪ | +69 |
| اتیوپی | ۷۸٪ | ۸٪ | ۱۴٪ | +70 |
| فیلیپین | ۹۲٪ | ۶٪ | ۱٪ | +86 |
| ویتنام | ۹۳٪ | ۶٪ | ۱٪ | +87 |

در نظرسنجی انجام شده در سال ۲۰۱۷ توسط سرویس جهانی بی‌بی‌سی از ۱۹ کشور، چهار کشور از نفوذ ایالات متحده مثبت، در حالی که ۱۴ از آنها منفی بود، و یکی مساوی بود.
پس از انتخابات ریاست جمهوری جو بایدن در سال ۲۰۲۰ در ایالات متحده، دیدگاه‌های جهانی ایالات متحده بار دیگر به‌طور کلی مثبت شده‌است
تفاسیر ضدآمریکایی اغلب دوقطبی شده‌است. ضدآمریکایی توسط پل هولندر، جامعه‌شناس آمریکایی متولد مجارستان، «یک انگیزه انتقادی بی وقفه به نهادها، سنت‌ها و ارزش‌های اجتماعی، اقتصادی و سیاسی آمریکا» توصیف شده‌است.
ناشر روزنامه‌نگار آلمانی و دانشمند علوم سیاسی یوسف یوفه پنج جنبه مهم از آمریکا ستیزی ارائه می‌کند: تقلیل دادن آمریکای‌ها به حرف‌های کلیشه ای، اعتقاد به اینکه ایالات متحده دارای ماهیتی اجتناب ناپذیر شیطانی است، قدرت آمریکایی توطئه کننده با هدف تسلط کامل بر جهان است، ایالات متحده مسئول همه بدی‌های جهان است و به دنبال محدود کردن نفوذ ایالات متحده با از بین بردن آن یا قطع خود و جامعه از محصولات و عملکردهای آن است. دیگر حامیان اهمیت این اصطلاح استدلال می‌کنند که آمریکایی ستیزی نشان دهنده یک جریان ایدئولوژیکی منسجم و خطرناک است که با یهودستیزی قابل مقایسه است. ضدآمریکاییسم نیز به عنوان تلاشی برای طرح پیامدهای انتخاب سیاست خارجی آمریکا به عنوان شواهدی از شکست آمریکا توصیف شده‌است، در مقابل شکستهای اجتناب ناپذیر سیاست خارجی که با وضعیت ابرقدرت همراه است.
با این حال، آمریکا ستیزیسم با پسوند «یسم» مشکوک است. برندون اوکانر خاطرنشان می‌کند که مطالعات در مورد این موضوع «تکه‌تکه امپرسیونیستی» بوده‌است و اغلب حملات یک طرفه به ضدآمریکاییسم به عنوان موضعی غیرمنطقی انجام می‌شود. نوام چامسکی، استاد دانشگاه آمریکایی، منتقد پرکار ایالات متحده و سیاست‌های آن، ادعا می‌کند که استفاده از این اصطلاح در ایالات متحده با روش‌هایی که توسط دولت‌های تمامیت‌خواه یا دیکتاتورهای نظامی به کار گرفته می‌شود، شباهت دارد. وی این اصطلاح را با «شوروی ستیزی» مقایسه می‌کند، برچسبی که کرملین برای سرکوب افکار مخالف یا انتقادی به کار می‌برد.
برخی سعی کرده‌اند هر دو موقعیت را به رسمیت بشناسند. پیر گرلن، دانشگاهی فرانسوی، استدلال کرده‌است که این اصطلاح دو گرایش کاملاً متفاوت را نشان می‌دهد: "یکی سیستماتیک یا ذاتی، که نوعی تعصب است که همه آمریکایی‌ها را هدف قرار می‌دهد. مورد دیگر به نحوه برچسب گذاری انتقادات آمریکا از سوی حامیان سیاست‌های ایالات متحده در جهت ایدئولوژیک برای بی‌اعتبار کردن مخالفان خود اشاره می‌کند. گرلن استدلال می‌کند که این دو «نوع ایده‌آل» ضدآمریکایی گاهی می‌توانند ادغام شوند، بنابراین بحث دربارهٔ این پدیده را به شدت دشوار می‌کند. محققان دیگر پیشنهاد کرده‌اند که تعدادی از ضدآمریکاییسم‌ها، مخصوص کشور و دوره زمانی، این پدیده را دقیق تر از هرگونه تعمیم گسترده توصیف می‌کند. در عین حال، «احساسات ضد آمریکایی» که به‌طور گسترده مورد استفاده قرار می‌گیرد، کمتر به صراحت بر ایدئولوژی یا سیستم اعتقادی دلالت دارد.
در سطح جهانی، به نظر می‌رسد نگرشهای ضدآمریکایی با سیاستها یا اقدامات خاص آمریکا مانند جنگهای ویتنام و عراق افزایش پیدا می‌کند به همین دلیل، منتقدان گاهی استدلال می‌کنند که این برچسب یک اصطلاح تبلیغاتی است که برای رد هرگونه توهین به ایالات متحده به عنوان غیر منطقی استفاده می‌شود. مکس پل فریدمن، مورخ آمریکایی نوشته‌است که در طول تاریخ آمریکا از این واژه برای خفه کردن مخالفان داخلی و مشروعیت بخشیدن به هر گونه انتقاد خارجی استفاده شده‌است.

## تاریخ

### قرن ۱۸ و ۱۹

#### نظریه انحطاط
از اواسط تا اواخر قرن هجدهم، نظریه ای در بین برخی از روشنفکران اروپایی پدیدار شد که بیان می‌کرد که سرزمین‌های جدید جهان ذاتاً نسبت به اروپا پایین‌تر است. طرفداران به اصطلاح «نظریه انحطاط» بر این عقیده بودند که شرایط اقلیمی، رطوبت و سایر شرایط آب و هوایی در آمریکا هم انسان و هم حیوان را از نظر جسمی تضعیف می‌کند. نویسنده آمریکایی جیمز دبلیوسیزر و فیلیپ راجر، نویسنده فرانسوی، این نظریه را پیش از تاریخ ضد آمریکایی بیان کرده‌اند. افرادی مانند ژان فرانسوا ریول، آنچه را که در پشت ایدئولوژی «مد روز» نهفته‌است، بررسی کرده‌اند. شواهد ادعایی برای این ایده شامل کوچک بودن جانوران آمریکایی، سگ‌هایی که واق واق نمی‌کنند، و گیاهان سمی بود. یکی از نظریه‌های مطرح شده این بود که جهان جدید دیرتر از دنیای قدیم از طوفان کتاب مقدس بیرون آمده‌است. همچنین بومیان آمریکایی ضعیف، کوچک و بدون اشتیاق تلقی می‌شدند.
این نظریه در ابتدا توسط ژرژ-لوئی لکرک کنت دو بوفون، طبیعت‌شناس برجسته فرانسوی، ارائه شد. جیمز سیزر اشاره کرده‌است که پست‌تر بودن آمریکا از اروپا تا حدی با ترس دولت آلمان از مهاجرت گسترده انجام شده‌است. از دی پاو خواسته شد تا آلمان‌ها را متقاعد کند که دنیای جدید پست‌تر است. همچنین معلوم است که دی پاو در جهت مشابهی بر امانوئل کانت فیلسوف تأثیر گذاشته‌است.
دی پاو گفت که دنیای جدید برای سکونت بشر نامناسب است زیرا «از نظر طبیعت بسیار بد مورد پسند است که تمام آنچه در آن وجود دارد یا منحطط است یا هیولایی». وی اظهار داشت که «زمین مملو از پوسیدگی، مملو از مارمولک، مار، خزندگان و حشرات بود». با نگاهی بلندمدت، او اعلام کرد که «مطمئن است که کشف جهان جدید بزرگ‌ترین بدبختی است که به بشر وارد شده‌است.»
این نظریه این امر را برای طرفداران خود آسان کرد که استدلال کنند که محیط طبیعی ایالات متحده مانع از ایجاد فرهنگ واقعی در این کشور خواهد شد. ابه راینال، نویسنده دائره المعارف فرانسوی در سال ۱۷۷۰ می‌گوید: «آمریکا هنوز شاعر خوب، ریاضیدان توانا، یک فرد نابغه در یک هنر یا یک علم واحد تولید نکرده‌است». این نظریه توسط متفکران اولیه آمریکایی مانند الکساندر همیلتون، بنجامین فرانکلین و توماس جفرسون مورد بحث و بررسی قرار گرفت. جفرسون، در یادداشتهای خود در مورد ایالت ویرجینیا (۱۷۸۱)، بررسی دقیق بوفون را از نظر علمی ارائه کرد. همیلتون این ایده را در شماره ۱۱ فدرالیست (۱۷۸۷) به شدت محکوم کرد.
یکی از منتقدان، با استناد به ایده‌های راینال، پیشنهاد می‌کند که به‌طور خاص به سیزده مستعمره که تبدیل به ایالات متحده می‌شوند، گسترش یافته‌است.
راجر پیشنهاد می‌کند که ایده انحطاط آمریکا نمادین و همچنین علمی است که فراتر از نظریه اصلی تکامل می‌باشد. او استدلال می‌کند که ایده‌های بوفون ریشه «طبقه‌بندی گفتمان‌های منفی» را تشکیل داده‌است که در طول تاریخ روابط دو کشور تکرار شده‌است.

#### فرهنگ
به گفته برندان اوکانر، برخی اروپایی‌ها از آمریکایی‌ها به دلیل نداشتن «ذوق، نزاکت و مدنیت» و داشتن شخصیتی گستاخانه و متکبر انتقاد کردند. نویسنده بریتانیایی فرانسیس ترولوپ در کتاب خود با عنوان "رفتارهای داخلی آمریکایی‌ها" مشاهده کرد که بیشترین تفاوت بین انگلیسی‌ها و آمریکایی‌ها "خواهان اصلاح" است. به گفته یکی از منابع، گزارش وی «موفق شد آمریکایی‌ها را بیش از هر کتابی که توسط ناظری خارجی قبل یا بعد از آن نوشته شده‌است عصبانی کند». گزارش انتقادی نویسنده انگلیسی کاپیتان ماریات در دفتر خاطرات خود در آمریکا، با اظهاراتی در مورد موسسات آن نیز بحث‌برانگیز بود موریس دو تالیراند در فرانسه و چارلز دیکنز در انگلستان از دیگر نویسندگان منتقد فرهنگ و رفتار آمریکایی بودند. رمان دیکنز مارتین چازلویت (۱۸۴۴) یک طنز وحشیانه دربارهٔ زندگی آمریکایی است.
سیمون شاما در سال ۲۰۰۳ ملاحظه کرد: «در پایان قرن نوزدهم، کلیشه آمریکایی زشت، تندخو، تبلیغی، مزدور و بمباران وحشیانه در اروپا محکم بود». اوکانر پیشنهاد می‌کند که چنین تعصب‌هایی ریشه در تصویری ایده‌آل از پالایش اروپایی دارد و مفهوم فرهنگ بالای اروپایی که در برابر ابتذال آمریکا قرار گرفته‌است از بین نرفته‌است.

#### سیاست و ایدئولوژی
ایالات متحده جوان نیز از نظر سیاسی و ایدئولوژیک با انتقاد مواجه شد. سیاسر استدلال می‌کند که نوع رمانتیک اندیشه و ادبیات اروپایی، خصمانه با دیدگاه روشنگری در مورد عقل و وسواس به تاریخ و شخصیت ملی، پروژه عقل گرایانه آمریکا را تحقیر کرد. شاعر آلمانی نیکلاوس لنا: «با بیان ریشه نداشتن آمریکا (عدم وجود زمینه) گفت من فکر می‌کنم می‌توانم ویژگی کلی همه موسسات آمریکایی را نشان دهم؛ آنچه ما به عنوان سرزمین پدری می‌نامیم در اینجا فقط یک طرح بیمه اموال است.» سیاسر در مقاله خود استدلال می‌کند که چنین اظهارنظرهایی اغلب زبان انحطاط را تغییر می‌دهد و تعصب فقط بر ایالات متحده متمرکز شده‌است نه کانادا و مکزیک. لناو در سال ۱۸۳۳ به ایالات متحده مهاجرت کرده بود و متوجه شد که این کشور مطابق آرمان‌های او عمل نمی‌کند و باعث شد که سال بعد به آلمان بازگردد. تجربیات وی در ایالات متحده موضوع رمانی با عنوان خسته از آمریکا (Der Amerika-Müde) (1855) توسط همتای آلمانی فردیناند کرنبرگر نوشته شد.
ماهیت دموکراسی آمریکا نیز زیر سؤال رفت. به گفته جودی روبین، این احساس وجود داشت که آمریکا فاقد «پادشاه، سنت‌های قوی، مذهب رسمی یا سیستم طبقاتی سفت و سخت» بود، و دموکراسی آن در اوایل قرن نوزدهم توسط برخی اروپایی‌ها مورد تجاوز قرار گرفت. انقلاب فرانسه، ایالات متحده و ایده ایجاد قانون اساسی بر اصول انتزاعی و جهانی را با خود درگیر کرد. با توجه به اینکه این کشور با برده داری ایجاد شده بود، این کشور به عنوان سنگر آزادی قلمداد می‌شد. در سال ۱۷۷۵ از ساموئل جانسون پرسیدک "چگونه است که ما در بین رانندگان سیاه پوست بلندترین فریادهای آزادی را می‌شنویم؟" او جمله معروفی می‌گوید: «من مایلم همه بشریت را دوست داشته باشم، به جز یک آمریکایی».

### قرن بیستم

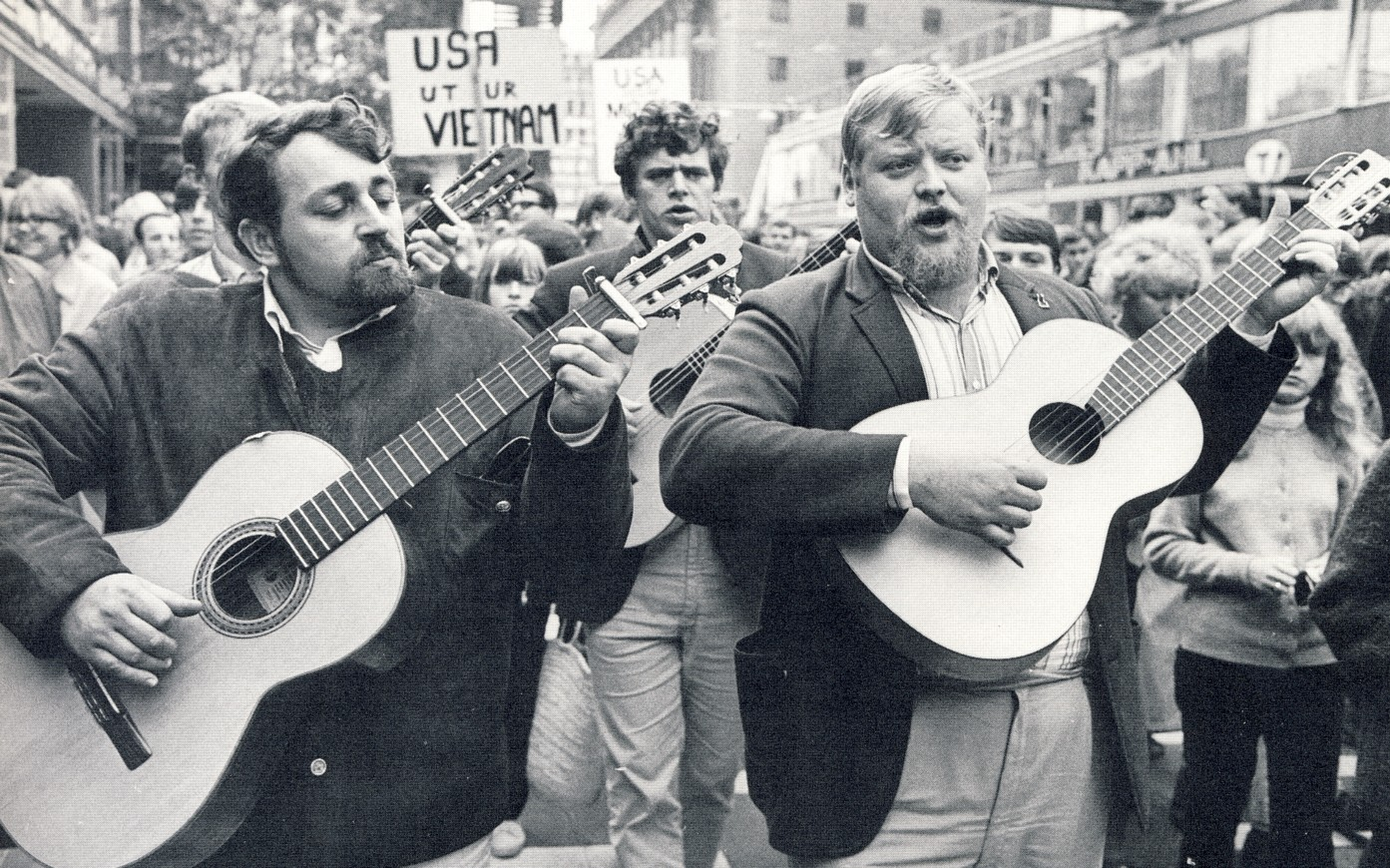
راهپیمایی اعتراضی علیه جنگ ویتنام در استکهلم، سوئد، ۱۹۶۵

#### روشنفکران
زیگموند فروید به شدت ضد آمریکایی بود. پیتر گی، مورخ می‌گوید «فروید با نگاهی ناقص و کلی، کاملاً ناباورانه و با تصور وحشیگری خیالی به جامعه آمریکا برخی از نیازهای درونی خود را تخلیه کرده‌است». گی معتقد است که ضدآمریکایی فروید اصلاً در مورد ایالات متحده نبوده‌است.
نویسندگان دیگری نیز به آمریکا حمله کردند. لوئیس فردیناند سلین، نویسنده فرانسوی، ایالات متحده را محکوم کرده‌است. راینر ماریا ریلکه، شاعر آلمانی، می‌نویسد: «من دیگر پاریس را دوست ندارم، تا حدی به این دلیل که این شهر خود را از بین می‌برد و تبدیل به آمریکا می‌کند».

#### انتقادات کمونیستی
تا مرگ اتحاد جماهیر شوروی در سال ۱۹۹۱، و دیگر کشورهای کمونیستی، سرمایه‌داری به عنوان دشمن بزرگ کمونیسم، و ایالات متحده به عنوان رهبر سرمایه‌داری شناخته شده‌است. آنها در بین پیروان خود از آمریکا ستیزی حمایت کردند. راسل برمن خاطرنشان می‌کند که در اواسط قرن ۱۹، «مارکس تا حد زیادی پویایی سرمایه‌داری و دموکراسی آمریکایی را تحسین می‌کرد و در ضدآمریکاییسم که مشخصه ایدئولوژی کمونیستی در قرن بیستم بود مشارکت نداشت». اوکانر استدلال می‌کند که «کمونیسم نمایانگر شدیدترین نسخه ضدآمریکاییسم بود-یک دیدگاه جهانی منسجم که بازار آزاد، مالکیت خصوصی، دولت محدود و فردگرایی را به چالش کشید».
نویسندگانی در غرب، مانند برتولت برشت و ژان پل سارتر از ایالات متحده انتقاد کردند و به جمع زیادی از چپ‌های افراطی رسیدند. ژان فرانسوا ریول نویسنده فرانسوی در ضدآمریکاییسم خود (۲۰۰۳) استدلال می‌کند که ضدآمریکاییسم در درجه اول از ضدسرمایه‌داری سرچشمه می‌گیرد و این انتقاد نیز از رژیم‌های کمونیستی و توتالیتر ناشی می‌شود.
رژیم آلمان شرقی ایدئولوژی ضد آمریکایی رسمی را تحمیل کرد که در تمام رسانه‌های آن و همه مدارس منعکس شد. هر کسی که از غرب ابراز حمایت کند، توسط اشتازی وزارت امنیت آلمان مورد تحقیق قرار می‌گیرد. دیدگاه رسمی نظریه لنین دربارهٔ امپریالیسم به عنوان آخرین مرحله سرمایه‌داری و در نظریه فاشیسم از سوی دیمیتروف به عنوان دیکتاتوری ارتجاعی‌ترین عناصر سرمایه‌داری مالی پیروی کرد. نازی‌ها به‌صورت رسمی اعلام کردند که ایالات متحده باعث تجزیه ائتلاف علیه هیتلر شده‌است.

#### انتقادات فاشیستی
فاشیست‌های اروپایی با تکیه بر ایده‌های آرتور دو گوبینو (۱۸۱۶–۱۸۸۲)، اثر انحطاطی مهاجرت بر ترکیب نژادی جمعیت آمریکا را محکوم کردند. آلفرد روزنبرگ، فیلسوف نازی، استدلال کرد که مخلوط نژادی در ایالات متحده باعث می‌شود که این کشور از ملت‌های نژادپرست پایین‌تر باشد.
یهودستیزی عامل دیگری در این انتقادات بود. این دیدگاه که آمریکا با توطئه یهودیان از طریق لابی یهودی کنترل می شد، در کشورهایی که توسط فاشیست‌ها از سالها قبل از جنگ جهانی دوم و در طول جنگ جهانی دوم اداره می‌شد رایج بود. یهودیان، استادان دست نشانده پشت برنامه‌های فرضی آمریکا برای تسلط بر جهان، نیز به عنوان استفاده از موسیقی جاز در برنامه ای ماهرانه برای از بین بردن تمایزات نژادی دیده می‌شدند. آدولف هیتلر تهدید ایالات متحده را به عنوان دشمن معتبر آلمان به دلیل ترکیب نژادی ناهماهنگ آن رد کرد. او آمریکایی‌ها را «نژاد ناهنجار»، «نیمه یهودی» و «نیمه سرخورده» می‌دانست.

#### پوستر «آزادیخواهان»
پوستر «آزادیخواهان» که توسط نازی‌ها در سال ۱۹۴۴ بین تماشاگران هلندی توزیع شد، عناصر متعددی از نگرش‌های ضد آمریکایی را که توسط نازی‌ها ترویج شده بود، نشان می‌دهد. عنوان آزادیخواهان به توجیه متداول متفقین برای حمله به آلمان (و احتمالاً بمب افکن‌های B-24 لیبراتور آمریکایی نیز) اشاره می‌کند و پوستر این «آزادی» را به عنوان تخریب شهرهای اروپایی نشان می‌دهد. هنرمند هارالد دمسلت، نروژی بود که برای «ان اس» در نروژ اشغالی کار می‌کرد.

### قرن ۲۱ ام

#### حملات ۱۱ سپتامبر

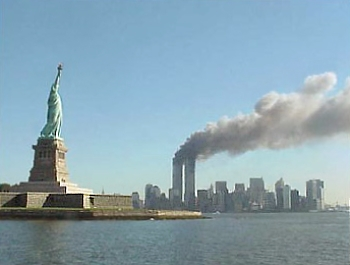
۱۱ سپتامبر: برجهای دوقلوی مرکز تجارت جهانی در آتش سوخت

برندون اوکانر و مارتین گریفیتس در کتابی به نام ظهور ضدآمریکاییسم که در سال ۲۰۰۶ منتشر شد، گفتند که حملات ۱۱ سپتامبر «اقدامات ضدآمریکایی مهمی بود که تمام تعاریف رقیب ضد آمریکایی را برآورده می‌کند». آنها می‌پرسند، "اگر ۱۱ سپتامبر را می‌توان نمونه ای از ضد آمریکایی در کار دانست، آیا این به معنی آنست که همه آمریکایی‌های ضد آمریکایی، در تروریسم شریک هستند؟" اکثر رهبران کشورهای اسلامی از جمله افغانستان این حملات را محکوم کردند. عراق بعثی صدام حسین یک استثناء قابل توجه بود، با بیانیه رسمی فوری عنوان کرد «گاوچران آمریکایی جنایات خود علیه بشریت را برداشت می‌کنند».
اروپا پس از حمله ۱۱ سپتامبر با ایالات متحده بسیار همدل بود. ناتو به اتفاق آرا از ایالات متحده حمایت کرد و حمله به آمریکا را حمله به همه آنها پس از استناد به ماده ۵ پیمان ناتو برای اولین بار و آخرین بار با آمریکا همراهی کرد. نیروهای ناتو و آمریکایی وارد افغانستان شدند. هنگامی که ایالات متحده در سال ۲۰۰۳ تصمیم به تهاجم و سرنگونی رژیم عراق گرفت، در اروپا، تنها حمایت دولت انگلیس، را به دست آورد، و مخالفان شدیدی نیز به رهبری دولت آلمان و فرانسه به دست آورد.

#### فناوری رایانه ای ایالات متحده
یکی از ابعاد فزاینده ضد آمریکایی گرایی ترس از فراگیر شدن فناوری اینترنت ایالات متحده است. آمریکایی شدن از طریق اینترنت پرسرعت و فناوری تلفن‌های هوشمند گسترده از سال ۲۰۰۸ پیشرفت زیادی کرده‌اند و بخش بزرگی از برنامه‌ها و سخت‌افزارهای جدید در ایالات متحده طراحی شده‌است. در اروپا، نگرانی در مورد آمریکایی شدن بیش از حد از شرکت‌های گوگل، فیس بوک، توییتر، اپل و اوبر، و بسیاری از شرکت‌های اینترنتی مستقر در ایالات متحده وجود دارد. دولت‌های اروپایی به‌طور فزاینده ای نگرانی خود را در مورد مسائل مربوط به حریم خصوصی و مالیات در مورد غول‌های جدید آمریکایی ابراز کرده‌اند. این ترس وجود دارد که آنها به‌طور قابل توجهی از مالیات فرار کرده و اطلاعاتی ارسال می‌کنند که ممکن است قوانین حریم خصوصی اروپا را نقض کند. وال استریت ژورنال در سال ۲۰۱۵ «نگرانی عمیق محافل اروپایی در مورد قدرت شرکت‌های فناوری آمریکایی» را گزارش کرد.

## در اروپا

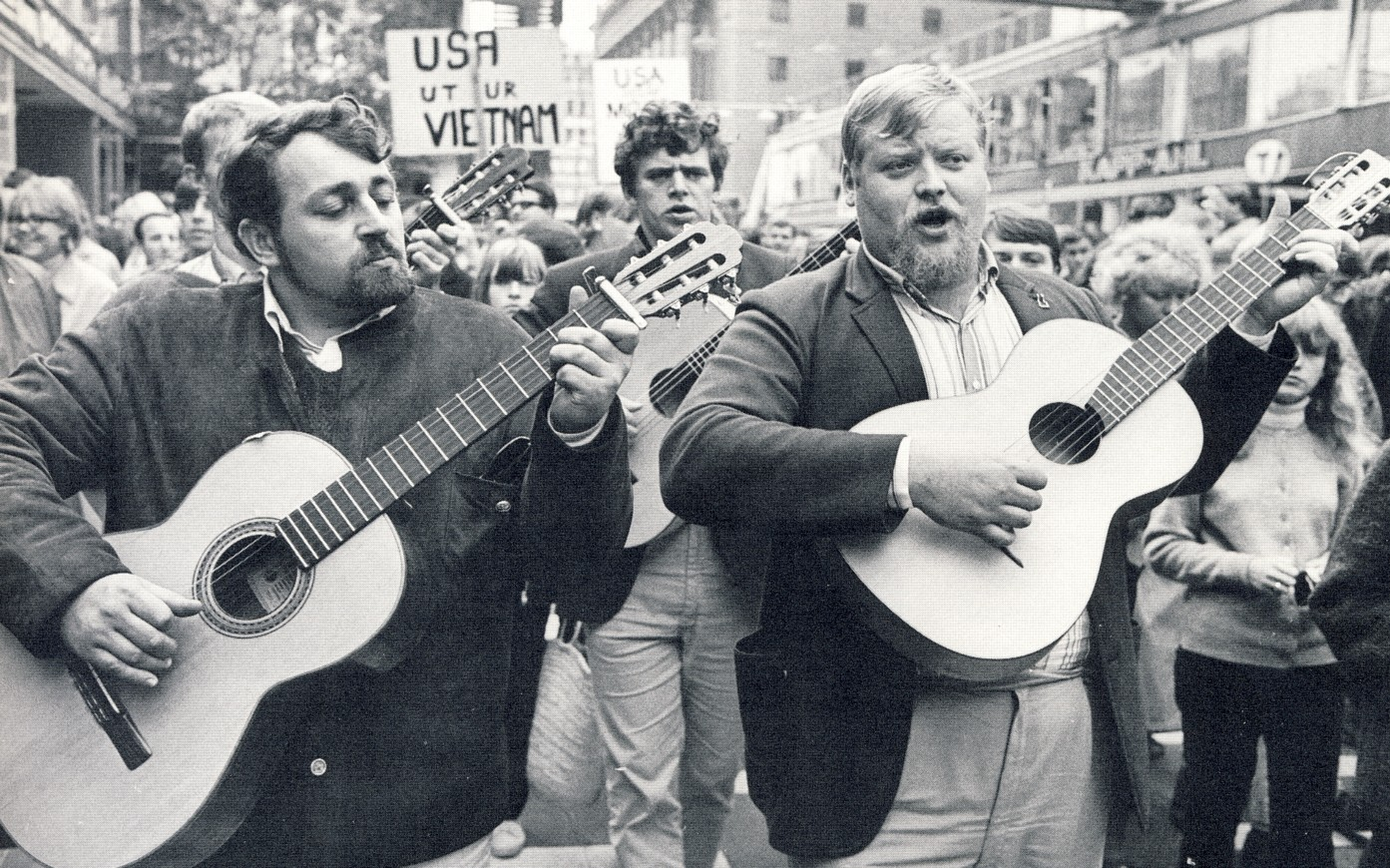
راهپیمایی اعتراضی در استکهلم سوئد در اعتراض به جنگ ویتنام در سال ۱۹۶۵ میلادی.

مورخ دیوید الوود در مقاله ای در سال ۲۰۰۳ سه ریشه بزرگ آمریکایی ستیزی را شناسایی کرد:
- نمایش‌ها، تصاویر و کلیشه‌ها (از تولد جمهوری به بعد)
- چالش قدرت اقتصادی و مدل مدرن سازی آمریکا (عمدتا از دهه ۱۹۱۰ و ۱۹۲۰ به بعد)
- طرح سازمان یافته قدرت سیاسی، استراتژیک و ایدئولوژیک ایالات متحده (از جنگ جهانی دوم به بعد)

الوود معتقد بود آمریکاستیزی در ۶۰ سال گذشته شامل عوامل متغیری بوده‌است. این عوامل بسته به بحران‌های داخلی در گروه‌ها یا جوامع بسته به رفتارهایی آمریکا بوده‌است.
در ۲۰۰۴، سرجیو فابرینی نوشت که اقدامات یکجانبه پس از ۱۱ سپتامبر و جنگ عراق احساسات نهفته آمریکاستیزی را بیشتر کرده و آن را به ظهور رسانید. در این مقاله به ترس اروپایی‌ها از آمریکایی شدن فرایندهای اقتصادی، فرهنگی و سیاسی در اروپا پرداخته شده‌است.
در بسیاری از کشورهای اروپایی، در زمان ریاست جمهوری جرج دبلیو بوش، اندیشه آمریکایی افول کرد. نظرسنجی مرکز تحقیقات پیو نشان داد که «دیدگاه مطلوب» نسبت به آمریکا در سال‌های ۲۰۰۰ تا ۲۰۰۶ از ۸۳٪ به ۵۶٪ در انگلستان، از ۶۲٪ به ۳۹٪ در فرانسه، از ۷۸٪ به ۳۷٪ در آلمان و از ۵۰٪ به ۲۳٪ در اسپانیا افت کرده‌است.

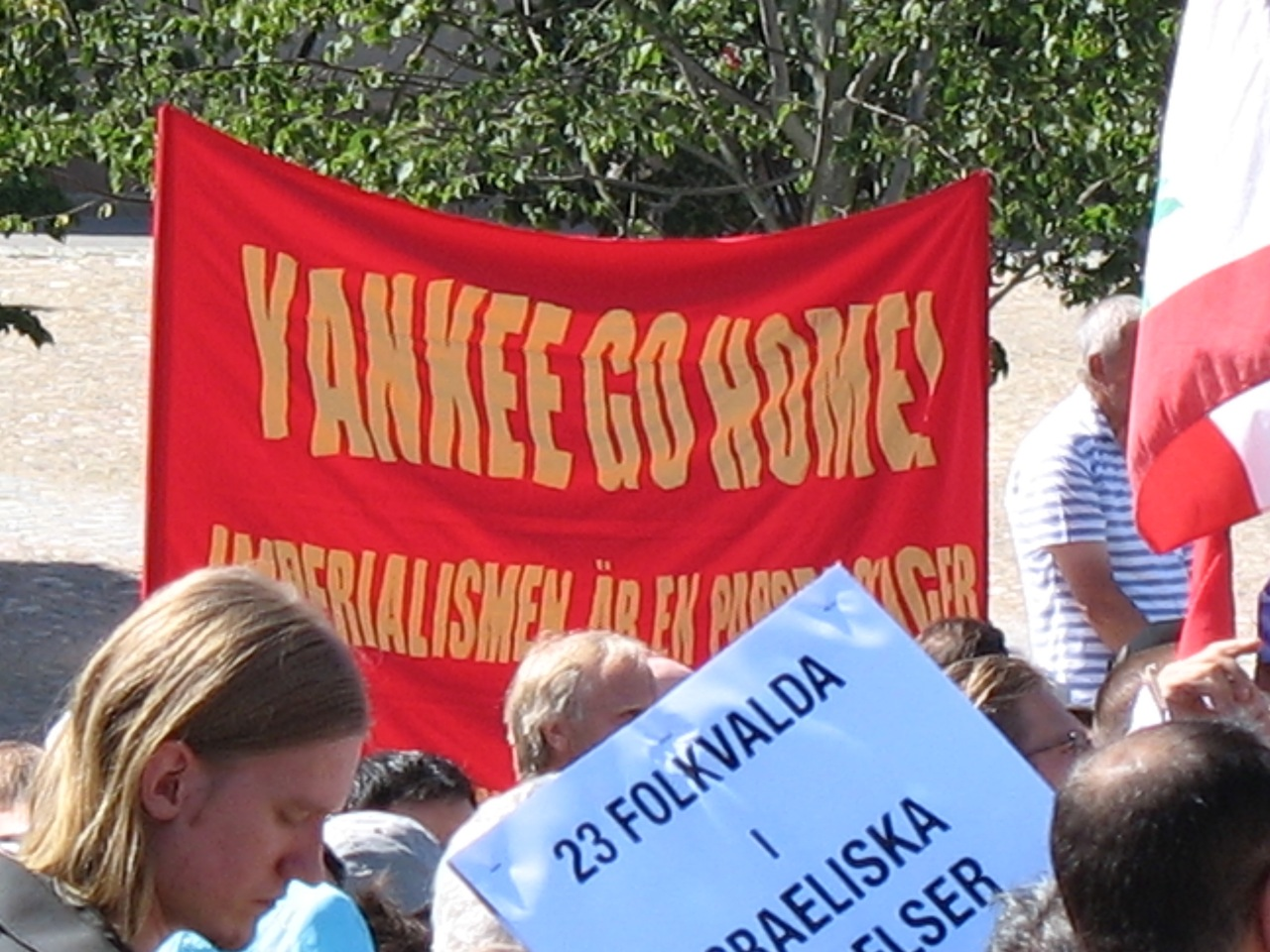
بنر بیان احساسات ضد آمریکایی در استکهلم، سوئد در سال ۲۰۰۶

در ۲۰۰۲، حمله به شرکت‌های آمریکایی در آتن، زوریخ، تفلیس، مسکو و غیره گزارش شده‌است. در ونیز ۸ تا ۱۰ نفر نقابدار به نشانه اعتراض به جهانی‌سازی به رستوران مک‌دونالد حمله کردند. در تظاهرات بزرگداشت قیام ۱۷ نوامبر در آتن، هرساله برای نشان دادن پشتیبانی آمریکا از حکومت نظامی ۱۹۷۴–۱۹۶۷ مردم به سمت سفارت آمریکا راه‌پیمایی می‌کند.
هاتلاپا و مارکویتس اوباما را همانند فرشته‌ای (یا به‌طور دقیق تر همانند یک ستاره راک) در مقابل تصویر شیطانی بوش ترسیم می‌کنند. در عین حال آن‌ها بیان می‌کنند که «دیوانگان اوباما» خواری و بی‌اعتمادی عمیق به آمریکا را می‌پوشانند.

### فرانسه
در دهه ۱۹۵۰، عدم حمایت آمریکایی‌ها در نبرد دین بین فو و بعد از آن بحران سوئز موجب نگرانی و ناراحتی فرانسوی‌ها شد. امپریالیسم آمریکا و جنگ ویتنام ریشه نارضایتی مارکسیست‌های فرانسه بود.
بعدها، به‌طور مسلم، استفاده از سلاح کشتار جمعی در عراق تصویر سابق آمریکا را مخدوش کرد. در ۲۰۰۸، ۸۵٪ مردم فرانسه دولت و بانک‌های آمریکایی را مسئول بحران مالی ۲۰۱۰–۲۰۰۷ می‌دانستند.
راستگراها که از ۱۹۴۵ دربارهٔ آمریکاستیزی سکوت کرده بودند، در قرن ۲۱ به ویژه در حزب آلترناتیو برای آلمان در مخالفت با اتحادیه اروپا آمریکاستیزی خود را نشان داد، و اکنون هم آمریکاستیز و هم مهاجرستیز شده‌اند. تنفر و بی‌اعتمادی نسبت به آمریکایی‌ها در ۲۰۱۳ با فاش شدن جاسوسی آمریکایی‌ها از مقامات ارشد آلمان، از جمله صدراعظم مرکل، شدت یافت.

### هلند

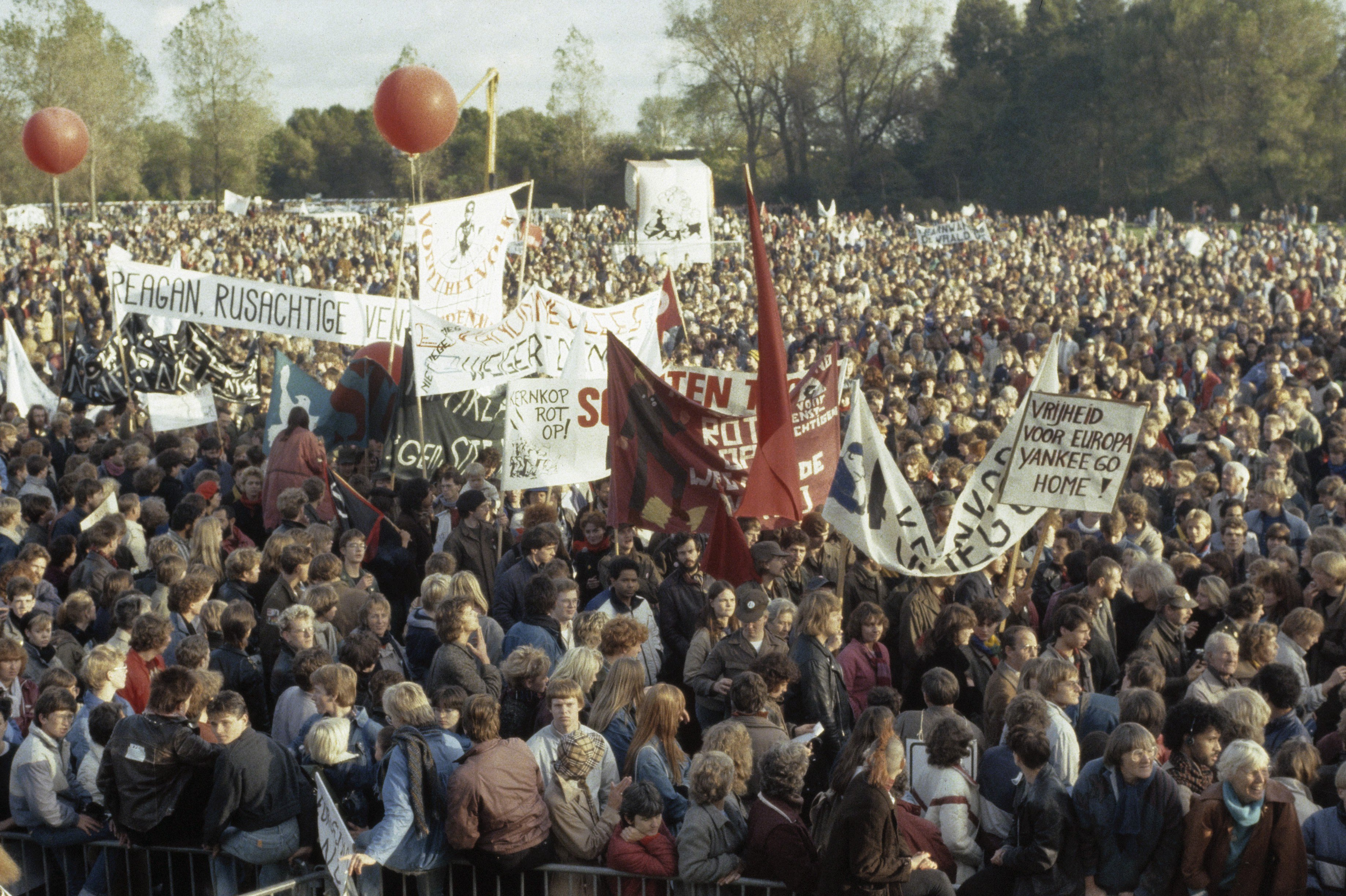
اعتراض به استقرار موشک‌های پرشینگ II، لاهه، ۱۹۸۳

هرچند به‌طور کلی هلندی‌ها نگرش مثبتی به آمریکا داشتند، ولی جریاناتی منفی پس از جنگ جهانی دوم وجود داشته‌است و هلندی‌ها از سیاست‌های آمریکا در از دست دادن سلطه آسیایی بر اندونزی ناراضی‌اند. هلندی‌ها نجات پیدا کردن از نازی‌ها در ۴۵–۱۹۴۴ را به ارتش کانادا نسبت می‌دهند.
گرایش‌های پس از جنگ ابهامات چندساله آمریکاستیزی را استمرار بخشید. به نوعی می‌توان گفت که رابطه عشق و نفرت، یا تمایل به پذیرش الگوهای فرهنگی آمریکا و در عین حال انتقاد از آنها، حاکم است. در دهه ۱۹۶۰ در واکنش به جنگ ویتنام آمریکاستیزی به‌طور گسترده‌ای احیا شد. اغلب طرفداران آن در ابتدا افراد غیر وابسته به احزاب، دانشجویان جناح چپ، خبرنگاران، و روشنفکران بودند. با این وجود نظرسنجی‌ها در سال‌های ۸۳–۱۹۷۵ نشان می‌دهد که آمریکاستیزی تنها در میان ۱۰ درصد مردم به‌طور پایدار وجود دارد.

### روسیه

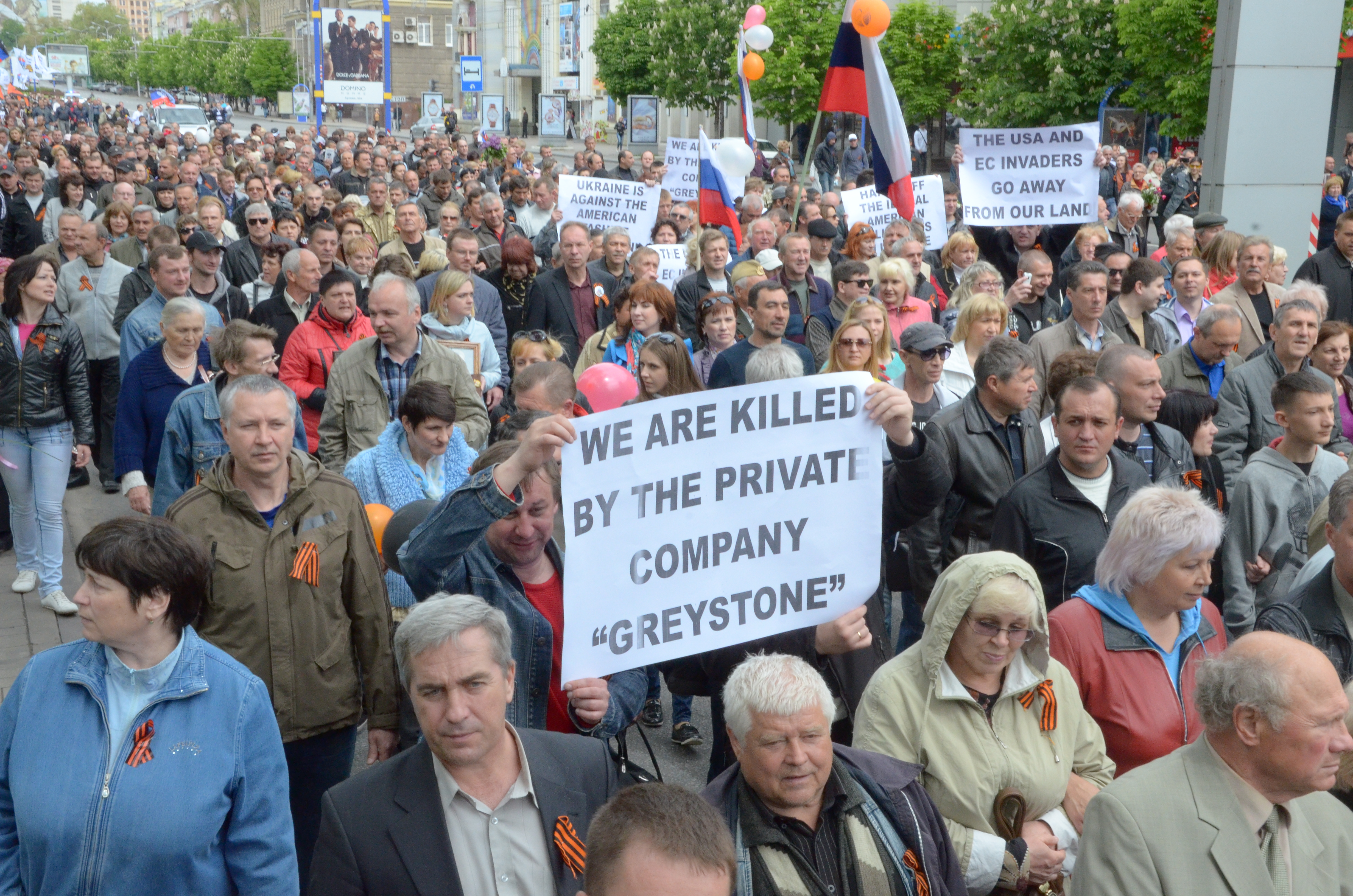
شعارهای آمریکاستیزی، شهر روسی زبان دونتسک در اوکراین، ۹ می ۲۰۱۴

روسیه تاریخ بلندی در آمریکاستیزی دارد، که به روزهای اول جنگ سرد بر می‌گردد. آمریکا و متحدانش در شماری از نظرسنجی‌های اخیر پیوسته در صدر «بزرگ‌ترین تهدید» قرار دارد. در ۲۰۱۳، ۳۰ درصد روسی‌ها نگاه «خیلی نامطلوب» و «تاحدی نامطلوب» به امریکایی‌ها دارند و ۴۰ درصد آمریکا را در وضعیت «خیل نامطلوب» و «تاحدی نامطلوب» می‌بینند، که این رقم بیش از رقم ۳۴ درصدی در سال ۲۰۱۲ است. نظرسنجی‌های اخیر در مرکز لوادا نشان می‌دهد که ۷۱ درصد روسی‌ها نگرش منفی یا تا حدی منفی به ایالات متحده دارند، که بیش از رقم ۳۸ درصدی در ۲۰۱۳ است و از زمان فروپاشی شوروی بیشترین رقم به‌شمار می‌رود. به خصوص در مقایسه با دهه ۱۹۹۰ که آمار افراد ناراضی نسبت به سیاست‌های آمریکا در آن زمان کمتر از ۱۰ درصد بود. در سال ۲۰۱۵، نظرسنجی جدید مرکز لوادا نشان داد که ۸۱ درصد روسی‌ها هم‌اکنون نگاه نامطلوبی به ایالات متحده دارند، که یحتمل در نتیجه تحریم‌های آمریکا و غرب علیه روسیه به علت بحران اوکراین است. بنا به گزارش‌های مختلف آمریکاستیزی در روسیه از زمان پایان جنگ سرد در اوج خود قرار دارد.

### بریتانیا

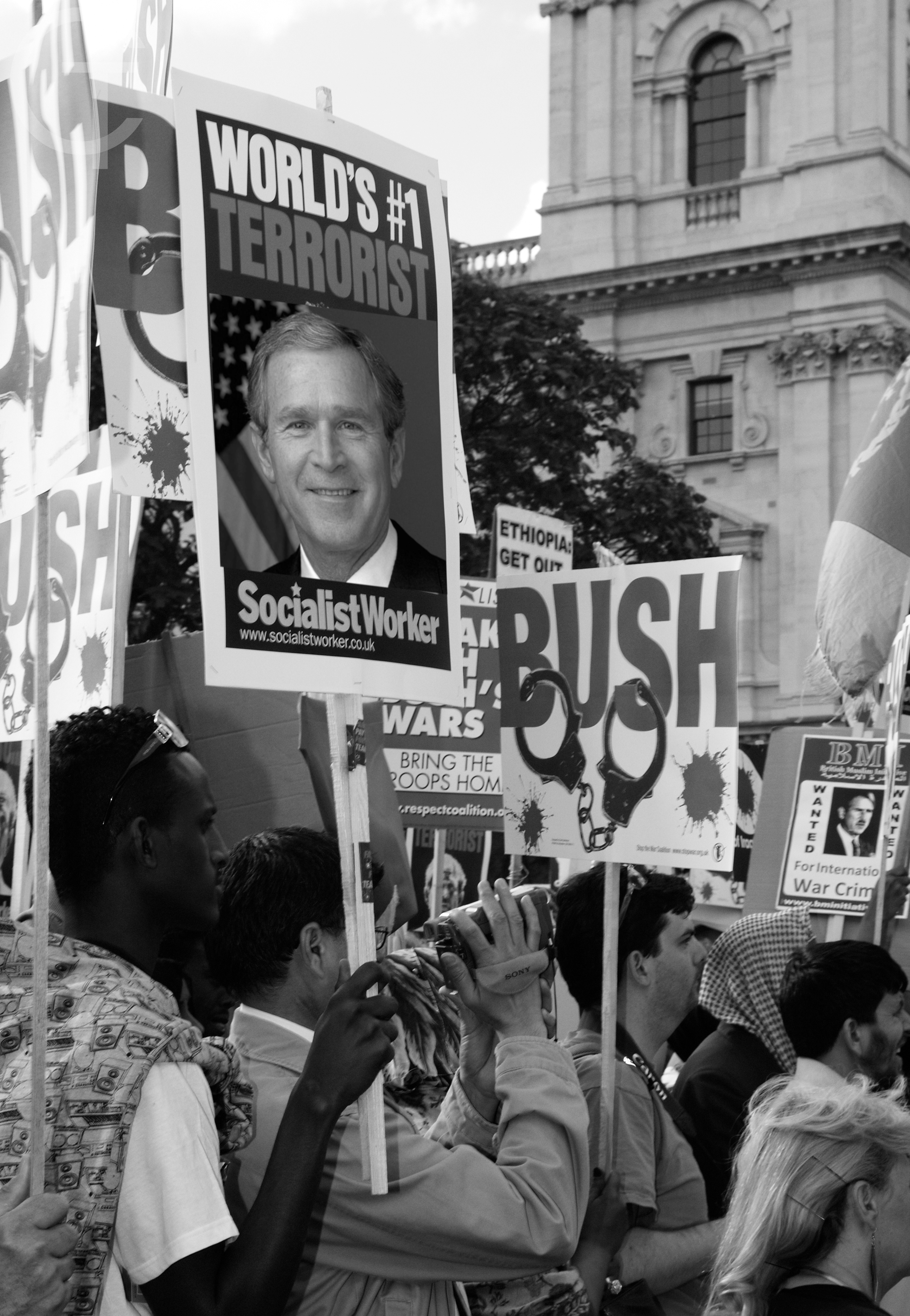
تظاهرات ضد جنگ علیه سفر جورج دبلیو بوش به لندن در سال ۲۰۰۸

نظرسنجی مرکز تحقیقات پیو در دوران ریاست جمهوری جرج دبلیو بوش نشان می‌دهد که «نگرش مطلوب» به آمریکا بین سال‌های ۲۰۰۰ و ۲۰۰۶ از ۸۳ درصد به ۵۶ درصد کاهش داشته‌است.
وبلاگ‌ها و مقاله‌های خبری تجارب منفی نسبت به امریکایی‌هایی که در بریتانیا زندگی می‌کنند، را مورد بحث قرار می‌دهند. تمایلات آمریکاستیزی در بریتانیا در پی جنگ عراق و جنگ افغانستان بیشتر گسترش پیدا کرده‌است.

### آلمان
طراحان نیروی دریایی آلمان در دوران ۱۸۹۰–۱۹۱۰ دکترین مونرو را به عنوان یک ادعای حقوقی بزرگ برای تسلط بر نیمکره غربی محکوم کردند. آنها حتی بیشتر نگران کانال احتمالی آمریکا در پاناما بودند، زیرا این امر منجر به هژمونی کامل آمریکا در کارائیب می‌شد. اهداف جنگ آلمان در سال ۱۹۰۳ توسط نیروی دریایی اینگونه ارائه شد: "موقعیت محکم در غرب هند"، "دست آزاد در آمریکای جنوبی" و "لغو دکترین مونرو " که می‌تواند سبب یک استحکام قوی و مبنای تجارت ما با هند غربی، آمریکای مرکزی و جنوبی باشد.

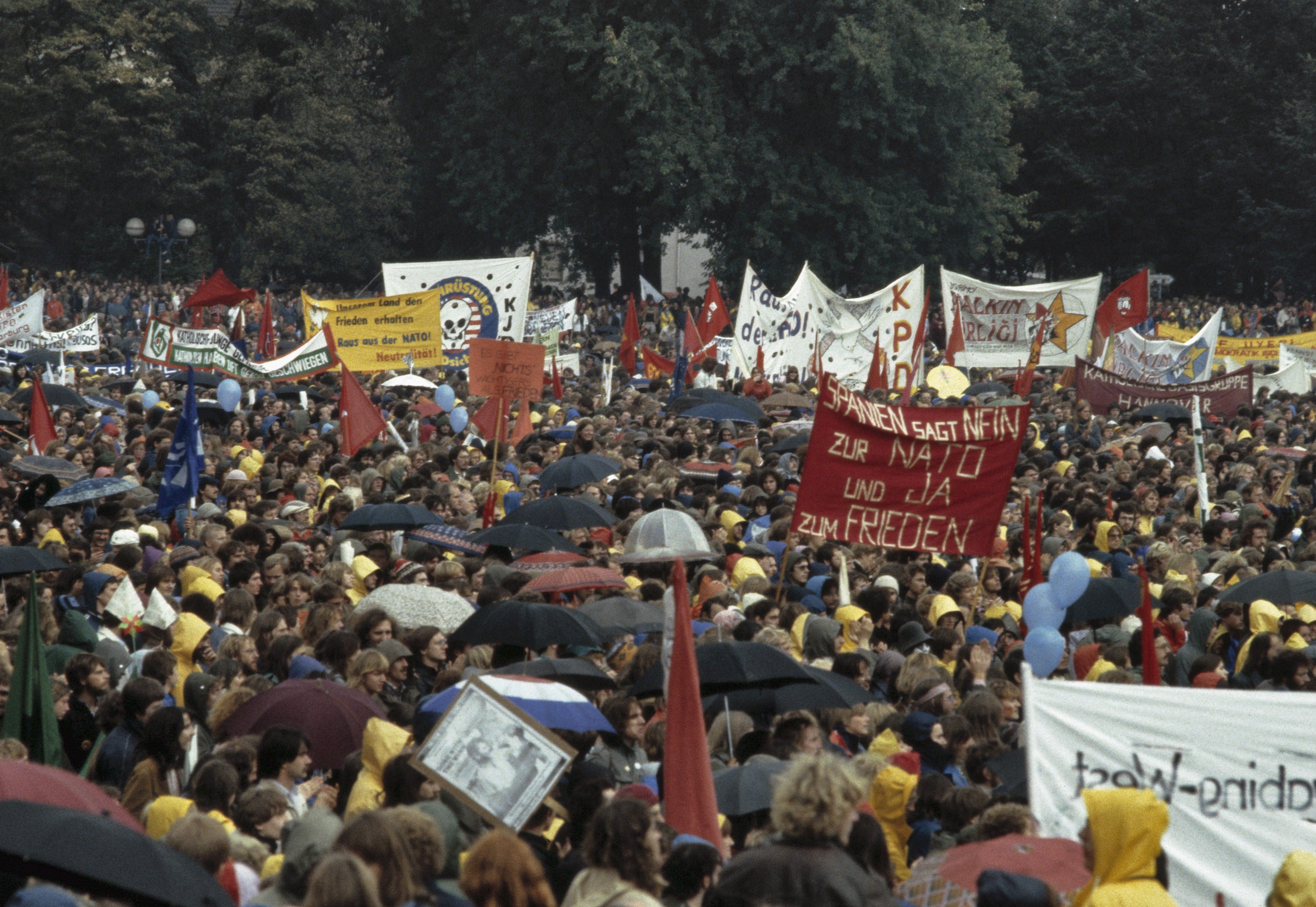
اعتراض به استقرار موشک‌های پرشینگ II در اروپا، بن، آلمان غربی، ۱۹۸۱

در دوران جنگ سرد، آمریکاستیزی سیاست رسمی دولت آلمان شرقی بود و مخالفان مجازات می‌شدند. در آلمان غربی، ضدآمریکاییسم موضع مشترک چپ‌ها بود، اما اکثریت آمریکا را بعنوان محافظ در برابر کمونیسم و متحد مهم در بازسازی کشور مورد ستایش قرار دادند. پس از اتحاد مجدد در ۱۹۹۰، حزب کمونیست در شرق با نام جدیدی به نام «چپ آلمان» مبارزه می‌کند و موضع ضد آمریکایی قدیمی خود را حفظ می‌کند و هشدار می‌دهد که آمریکا در حال برنامه‌ریزی برای خراب کردن روابط دوستانه آلمان با روسیه است. انصراف آلمان برای حمایت از رهبری آمریکا حمله ۲۰۰۳ به عراق که اغلب به عنوان جلوه ای از ضد آمریکایی دیده می‌شد. ضدآمریکاییسم از سال ۱۹۴۵ در سمت راست خاموش شده بود، اما در قرن ۲۱ دوباره ظاهر شد، به ویژه در حزب آلترناتیو برای آلمان (AfD) که در مخالفت با اتحادیه اروپا آغاز شد و اکنون هم ضد آمریکایی و هم ضد مهاجرت شده‌است. بی‌اعتمادی به آمریکایی‌ها در سال ۲۰۱۳ با افشاگری جاسوسی آمریکا از مقامات ارشد آلمان از جمله صدراعظم مرکل افزایش یافت.
ریچارد گرنل، سفیر آمریکا در آلمان در رابطه با کلاس رلوتیوس، روزنامه‌نگار نشریه اشپیگل، در نامه ای به این مجله از سوگیری نهادی ضد آمریکایی شکایت کرد و خواستار تحقیقات مستقل شد. گرنل نوشت: «این اخبار جعلی عمدتاً بر سیاست‌های ایالات متحده و بخش‌های خاصی از مردم آمریکا تمرکز می‌کند.»

### یونان
مجسمه ای از هری ترومن، رئیس‌جمهور ایالات متحده، توسط انجمن آموزشی مترقی هلندی آمریکایی (یکی از بزرگ‌ترین گروه‌های یونانی-آمریکایی) به آتن اهدا شد تا به دکترین ترومن که ۲ میلیارد دلار کمک اقتصادی و نظامی به دولت یونان برای مقابله با این کشور کرده بود، احترام بگذارد. معترضان ضدآمریکایی علیه سیاست خارجی گذشته و کنونی آمریکا و اقدامات خرابکارانه آنها، از جمله حداقل ۵ بار سرنگونی، مورد تجاوز قرار گرفته‌اند. بر اساس نظرسنجی مرکز تحقیقات پیو در سال ۲۰۱۶، ۷۲ درصد از پاسخ دهندگان یونانی آمریکایی‌ها را با استکبار و ۶۸ درصد آنها را با حرص و آز مرتبط دانستند. هر دو درصد کمی بالاتر از ۱۴ کشور دیگر مورد بررسی بود.

### ایرلند
تصور می‌شود که احساسات منفی نسبت به گردشگران آمریکایی در حدود ۲۰۱۲ و ۲۰۱۴ افزایش یافته‌است.

## آسیا

### چین
چین دارای سابقه طولانی آمریکایی ستیزی است که با بی اعتنایی عمومی به خارجیان در اوایل قرن ۱۹ آغاز شد که در شورش بوکسور ۱۹۰۰ به اوج خود رسید، زیرا ایالات متحده در سرکوب نظامی کمک کرد.
در طول جنگ دوم چین و ژاپن و جنگ جهانی دوم، ایالات متحده در قبال حمله ژاپن به دولت چیانگ کای شک کمک اقتصادی و نظامی کرد به ویژه «دستان چین» (دیپلماتهای آمریکایی که به دانش خود در مورد چین مشهور هستند) همچنین سعی کردند با رژیم کمونیستی مائو تسه تونگ در سنگر خود در یانان، روابط دیپلماتیک برقرار کنند، با هدف تقویت وحدت بین ناسیونالیستها و کمونیستها. با این حال، پس از پیروزی کمونیست‌ها در جنگ داخلی چین و انتقال دولت چیانگ به تایوان، همراه با شروع جنگ سرد و ظهور مک کارتیسم در سیاست ایالات متحده، روابط تیره شد. چین و ایالات متحده وارد یک جنگ بزرگ اعلام نشده در کره، ۱۹۵۰–۱۹۵۳ شدند و در نتیجه، رئیس‌جمهور هری ترومن از سیاست مهار حمایت کرد و ناوگان هفتم ایالات متحده را برای جلوگیری از حمله احتمالی کمونیست‌ها به تایوان اعزام کرد. ایالات متحده پیمان دفاع متقابل چین و آمریکا را با تایوان امضا کرد که تا سال ۱۹۷۹ ادامه داشت و تا سال ۱۹۵۰، دولت کمونیست در پکن توسط ایالات متحده به رسمیت شناخته نشد، تقریباً تمام کارکنان دیپلماتیک آمریکا سرزمین اصلی چین را ترک کرده بودند، و یکی از آنها اهداف سیاسی مائو شناسایی و نابودی جناح‌هایی در داخل چین بود که ممکن است برای سرمایه‌داری مطلوب باشد.

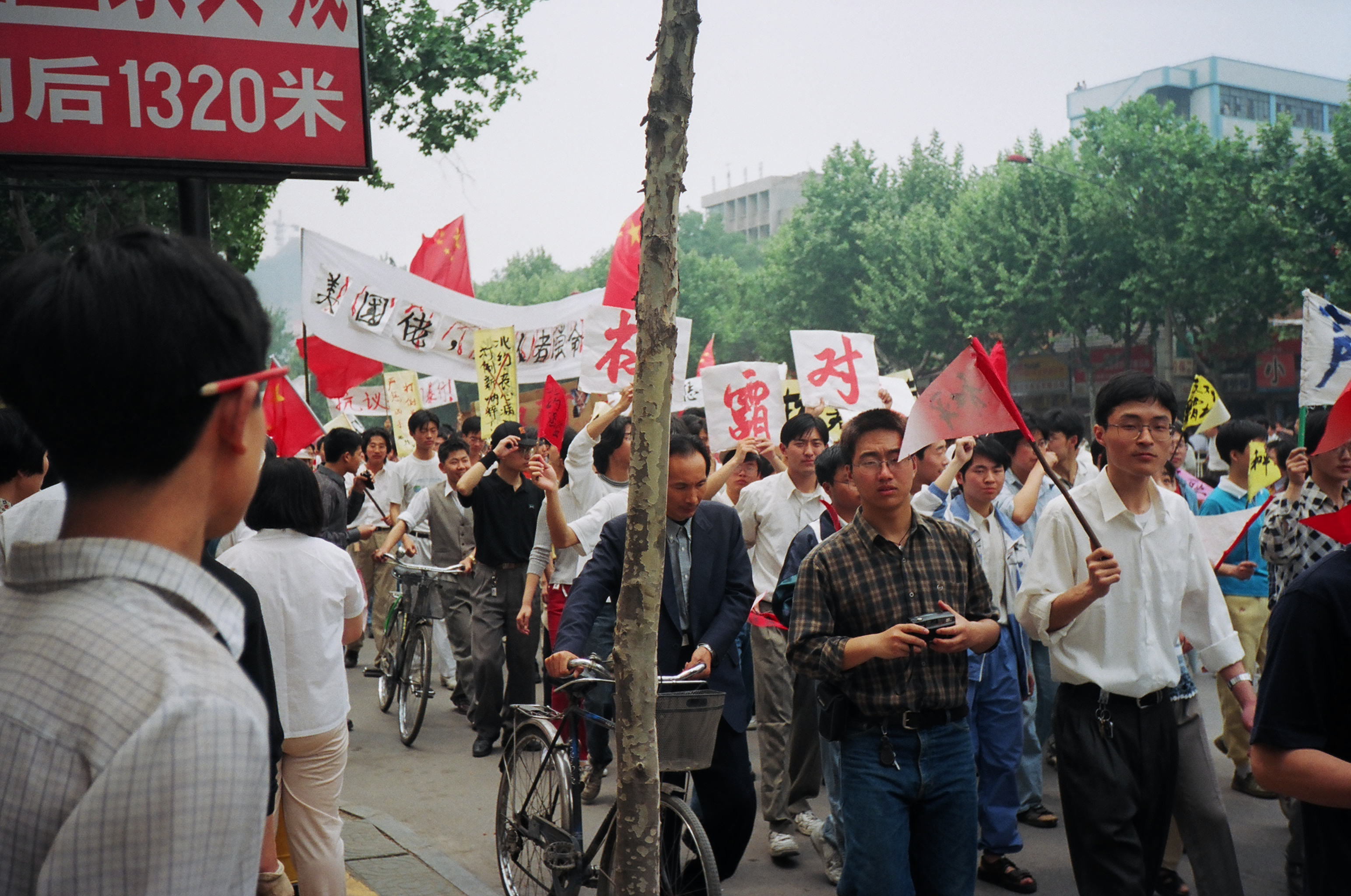
تظاهرات ضد آمریکایی در نانجینگ به دنبال بمباران سفارت چین در بلگراد در سال ۱۹۹۹ توسط آمریکا

مائو در ابتدا ایالات متحده را به عنوان «ببر کاغذی» اشغالگران تایوان، «دشمن مردم جهان» و «گروه‌های سرمایه‌داری انحصاری»، مسخره کرد و استدلال شد که مائو هرگز قصد روابط دوستانه با ایالات متحده ندارد با این حال، به دلیل انشعاب چین و شوروی و افزایش تنش بین چین و اتحاد جماهیر شوروی، ریچارد نیکسون، رئیس‌جمهور ایالات متحده، مجدداً از روابط دیپلماتیک با چین کمونیستی خبر داد و در سال ۱۹۷۲ سفری رسمی را آغاز کرد. روابط دیپلماتیک بین دو کشور سرانجام در سال ۱۹۷۹ بازسازی شد. پس از مرگ مائو، دنگ شیائوپینگ اصلاحات اقتصادی را آغاز کرد و خصومت به شدت کاهش یافت، در حالی که تجارت و سرمایه‌گذاری در مقیاس بزرگ و همچنین مبادلات فرهنگی به عوامل اصلی تبدیل شد. به دنبال اعتراضات میدان تیان آن من در سال ۱۹۸۹، ایالات متحده تحریم‌های اقتصادی و نظامی را علیه چین وضع کرد، اگرچه روابط دیپلماتیک رسمی همچنان ادامه داشت.
در دهه ۱۹۹۰، حوادثی مانند حادثه یینه یا بمباران سفارت چین در بلگراد توسط آمریکا، ضدآمریکاییسم را در چین به میزان قابل توجهی افزایش داده‌است و بسیاری از مردم هنگام وقوع آن اعتراض کردند. در سال ۲۰۰۱، روابط دیپلماتیک در اثر حادثه جزیره هاینان آسیب دید، که در آن برخورد هواپیمای آمریکایی و چینی منجر به مرگ خلبان چینی شد. در سال ۲۰۱۳، ۵۳ درصد از پاسخ دهندگان چینی در نظرسنجی پیو دیدگاه «بسیار نامطلوب» یا «تا حدودی نامطلوب» نسبت به ایالات متحده داشتند روابط در اواخر دوران ریاست جمهوری اوباما در سال ۲۰۱۶ کمی بهبود یافت و ۴۴٪ از پاسخ دهندگان چینی اظهار دیدگاه نامطلوبی از ایالات متحده وجود داشت.
از زمان آغاز جنگ تجاری دونالد ترامپ، رئیس‌جمهور آمریکا با چین، رسانه‌های چینی فیلم‌های جنگ کره را پخش کردند، که باعث افزایش قابل توجه ضدآمریکایی شد در ماه مه ۲۰۱۹، گلوبال تایمز گفت که «جنگ تجاری با آمریکا در حال حاضر چین را به یاد جنگ‌های نظامی بین چین و ایالات متحده در جنگ کره می‌اندازد.»

### ژاپن

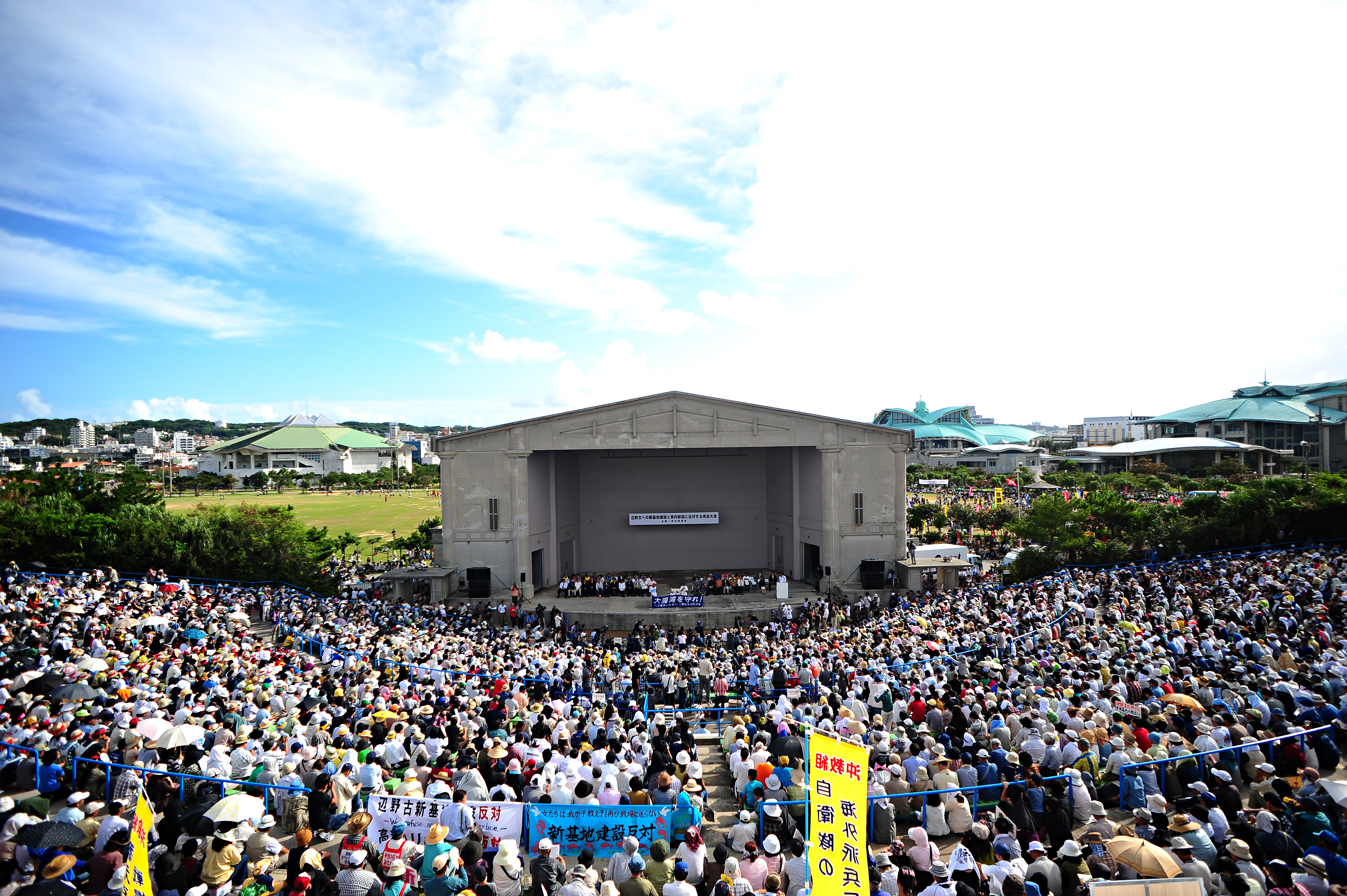
اعتراض مردم اوکیناوا به ایستگاه هوایی نیروی دریایی ایالات متحده در گینووان، ۸ نوامبر ۲۰۰۹

در ژاپن، اعتراض به رفتار و حضور پرسنل نظامی آمریکایی بعضاً ضدآمریکایی گزارش می‌شود، مانند حادثه تجاوز اوکیناوا در سال 1995. تا تاریخ ۲۰۰۸، حضور نظامی آمریکا در اوکیناوا همچنان در ژاپن به عنوان یک موضوع بحث‌برانگیز باقی ماند.در حالی که اعتراضات به دلیل حوادث خاص به وجود آمده‌است، اغلب منعکس کننده کینه‌های عمیق‌تر تاریخی است. رابرت هاتاوی، مدیر برنامه آسیای مرکز ویلسون، می‌گوید: "رشد احساسات ضد آمریکایی در ژاپن و کره جنوبی باید نه تنها به عنوان پاسخی به سیاست‌ها و اقدامات آمریکا، بلکه به عنوان نشان دهنده روندها و تحولات داخلی عمیق تر تلقی شود. در ژاپن، موضوعات گوناگونی به ضدآمریکاییسم در دوران پس از جنگ کمک کرده‌است، از جمله صلح طلبی در چپ، ملی‌گرایی در راست و نگرانی‌های فرصت طلبانه در مورد نفوذ آمریکا در زندگی اقتصادی ژاپن.

### کره جنوبی
کاترین مون در گفتگو با مرکز ویلسون، خاطرنشان می‌کند در حالی که اکثریت مردم کره جنوبی از اتحاد آمریکا حمایت می‌کنند «ضدآمریکایی همچنین بیانگر جمعی از شکایات انباشته‌است که در بسیاری از موارد برای چندین دهه پنهان بوده‌است». در دهه ۱۹۹۰، محققان، سیاست گذاران و رسانه‌ها خاطرنشان کردند که انگیزه آمریکا ستیزی با رد اقتدارگرایی و ناسیونالیسم احیای شده بود، این ضدآمریکایی ناسیونالیستی تا دهه ۲۰۰۰ ادامه پیدا کرد و با تعدادی از حوادث مانند «صندوق بین‌المللی پول» همراه شد. در اوایل دهه ۱۹۹۰تجاوز سربازان آمریکایی به زنان کره جنوبی به نمادی از ناسیونالیسم ضد آمریکایی تبدیل شدند.
«عزیز آمریکایی» یک آهنگ ضد آمریکایی است که توسط سای خوانده شده‌است. " فاکینگ آمریکا " یک آهنگ اعتراضی ضد آمریکایی است که توسط خواننده و فعال کره جنوبی یون مین ساک نوشته شده‌است. به شدت ضد سیاست خارجی آمریکا و ضد بوش، این آهنگ در سال ۲۰۰۲ در زمانی نوشته شد که پس از جنجال المپیک آپولو اوهنو و حادثه ای در یانگجو که در آن دو دانش آموز راهنمایی کره ای پس از برخورد با خودروی ارتش آمریکا جان باختند، احساسات ضد آمریکایی در کره جنوبی به سطوح بالایی رسید. با این حال، تا سال ۲۰۰۹، اکثریت مردم کره جنوبی دیدگاه مطلوبی نسبت به ایالات متحده داشتند. در سال ۲۰۱۴، ۵۸ درصد از مردم کره جنوبی دیدگاه مطلوبی نسبت به ایالات متحده داشتند و کره جنوبی را به یکی از طرفدارترین کشور طرفدار آمریکا در جهان تبدیل کرد.

### کره شمالی

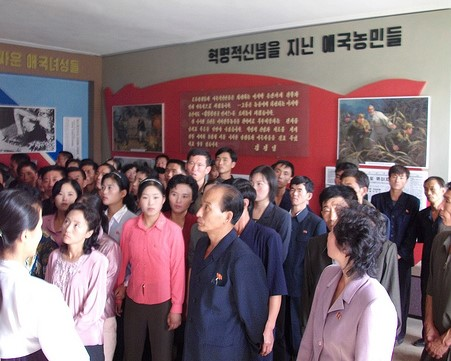
کره شمالی در حال بازدید از موزه جنایات جنگی آمریکا در سال ۲۰۰۹

روابط بین کره شمالی و ایالات متحده از زمان جنگ کره تاکنون خصمانه بوده‌است و توسعه اخیر سلاح‌های هسته ای و موشک‌های دوربرد، تنش بین دو کشور را بیشتر کرده‌است. ایالات متحده در حال حاضر حضور نظامی خود را در کره جنوبی حفظ می‌کند و رئیس‌جمهور جورج دبلیو بوش قبلاً کره شمالی را بخشی از " محور شرارت " توصیف کرده بود.
در کره شمالی، ماه ژوئیه «ماه مبارزه مشترک علیه آمریکا» است، که با جشن‌هایی برای محکوم کردن ایالات متحده برگزار می‌شود.

### فیلیپین
احساسات ضد آمریکایی در فیلیپین وجود داشته‌است، که عمدتاً به دلیل جنگ فیلیپین و آمریکا در بیش از ۱۰۰ سال پیش و دوره استعمار آمریکا در سالهای ۱۸۹۸–۱۹۴۶ بود. در دوران معاصر، توافق‌نامه بحث‌برانگیز نیروهای بازدیدکننده باعث افزایش بیشتر احساسات ضد آمریکایی، به ویژه در میان مسلمانان فیلیپینی می‌شود.
در اکتبر ۲۰۱۲، کشتی‌های آمریکایی در حال ریختن زباله‌های سمی در خلیج سوبیک باعث افزایش موج ضد آمریکایی شد و زمینه را برای تجمع‌های متعدد فراهم کرد. هنگامی که باراک اوباما رئیس‌جمهور آمریکا به آسیا سفر کرد، برای دیدار از مالزی، کره جنوبی، ژاپن و فیلیپین، صدها تظاهرات فیلیپینی در مانیل با شعارهای ضد اوباما تظاهرات کردند و برخی حتی پرچم‌های تمسخر آمیز آمریکا را نیز سوزاندند.
با وجود این حوادث، نظرسنجی انجام شده در سال ۲۰۱۱ توسط بی‌بی‌سی نشان داد که ۹۰ درصد از مردم فیلیپین دیدگاه مطلوبی نسبت به ایالات متحده دارند، بالاتر از دیدگاه ایالات متحده در هر کشور دیگر. بر اساس نظرسنجی مرکز تحقیقات پیو که در سال ۲۰۱۴ منتشر شد، ۹۲ درصد از فیلیپینی‌ها به ایالات متحده خوشایند بوده و فیلیپین را به آمریکایی‌ترین طرفدار آمریکا در جهان تبدیل کرده‌است.

### افغانستان
حملات هواپیماهای بدون سرنشین منجر به افزایش ضدامریکاییسم شده‌است.

### پاکستان
در نتیجه حملات هواپیماهای بدون سرنشین آمریکا به این کشور توسط جورج دبلیو بوش و ادامه آن توسط باراک اوباما، نگرش‌های منفی نسبت به نفوذ ایالات متحده در پاکستان افزایش یافته‌است. در نظرسنجی‌ها، پاکستان به‌طور مشترک در کنار صربستان به عنوان منفی‌ترین کشورها نسبت به آمریکا شناخته شد.

## خاورمیانه
پس از جنگ جهانی اول، تحسین دموکراسی، آزادی و تعیین سرنوشت خود توسط وودرو ویلسون، رئیس‌جمهور آمریکا بخاطر اصول چهارده‌گانه مورد تحسین قرار گرفت و در طول جنگ جهانی دوم، بخاطر آرمان‌های بلند منشور آتلانتیک مورد توجه قرار گرفت. به گفته تمیم انصاری، در کتاب سرنوشت مختل شده: تاریخ جهان از دیدگاه اسلام (۲۰۰۹) دیدگاه‌های اولیه آمریکا در خاورمیانه و جهان اسلام بیشتر مثبت بود.
خاورمیانه مانند دیگر نقاط جهان، دارای جهش‌های ضد آمریکایی در منطقه با اتخاذ یا تکرار برخی سیاست‌های دولت آمریکا، به ویژه حمایت از اسرائیل در اشغال فلسطین و جنگ عراق، است. به عنوان نمونه در مورد ۱۱ سپتامبر، بر اساس نظرسنجی گالوپ، مسلمانان با این حمله مخالف بودند، ۷ درصد از آنها (که در نظرسنجی «رادیکال» نامیده می‌شد)، با استناد به منافع خود، از آن حمایت کردند. دیدگاه‌های مذهبی، اما انزجار از سیاست‌های ایالات متحده بود. در واقع، گروه‌های مسلح رادیکال در خاورمیانه، از جمله القاعده، هنگام هدف قرار دادن دارایی‌های آمریکا یا دیگر دارایی‌های غربی در منطقه، حملات خود به علت سیاست‌های آمریکا و جنایات علیه بشریت عنوان کرده‌اند. برای مثال، برای توضیح بمب‌گذاری در برج خوبر (که در آن ۱۹ نیروی هوایی آمریکایی کشته شدند)، بن لادن، اگرچه ثابت کرد که این حمله را انجام نداده‌است، اما در مواردی از حملات علیه مسلمانان مانند قتل‌عام صبرا و شتیلا، به حمایت آمریکا از اسرائیل اشاره کرد. و قتل‌عام قانا، به عنوان دلایل این حمله اشاره کرد.
القاعده همچنین از تحریم‌های آمریکا علیه عراق و بمباران آن در مناطق ممنوعه پروازهای عراق (۱۹۹۱–۲۰۰۳)، که تلفات زیادی را در جمعیت غیرنظامی این کشور به دنبال داشت، را به عنوان توجیهی برای کشتن آمریکایی‌ها نام برد.
با این حال، یک جنبه فرهنگی برای ضدآمریکایی در میان گروه‌های مذهبی و محافظه کار در خاورمیانه وجود دارد که ممکن است ریشه در سید قطب داشته باشد. قطب، روشنفکر برجسته مصری جزو اخوان المسلمین بود، در سالهای ۱۹۴۸ تا ۱۹۵۰ در گریلی، کلرادو تحصیل کرد و کتابی تحت عنوان "آمریکا من دیده‌ام (۱۹۵۱) را بر اساس تجربیات خود نوشت. او در آن همه چیز را در آمریکا از آزادی فردی و سلیقه موسیقی گرفته تا مراسم کلیسایی و موهای کوتاه کلیسا محکوم کرد. قطب نوشت: «آنها با آهنگ گرامافون می‌رقصیدند، و زمین مملو از ضربه زدن با پاهای فریبنده، دست‌های دور کمر، لب‌ها روی لب‌ها و سینه‌ها روی سینه‌ها فشرده شده بود. فضا سرشار از آرزو بود.» وی در کتابش تصویری از تاریخ آمریکا ارائه داد و از اینکه زنان از منظر جنسی آزاد شده بودند ناراحت بود: "دختر آمریکایی به خوبی با ظرفیت اغوا کننده بدن خود آشنایی دارد. او می‌داند که در او صورت، و در چشمان رسا و لب‌های تشنه نهفته‌است. او می‌داند که اغواگری در سینه‌های گرد، باسن پر و در رانهای خوش فرم و پاهای براق نهفته‌است و او همه اینها را نشان می‌دهد و پنهان نمی‌کند. وی همچنین از موسیقی جاز، که موسیقی مورد علاقه آمریکایی‌ها نامیده می‌شد، ناراحت بود زیرا برای برآوردن عشق سیاه پوستان و برانگیختن خواسته‌های جنسی آنها ایجاد شده بود. نوشته‌های قطب بر نسل‌های شبه نظامی و رادیکال در خاورمیانه تأثیر گذاشت که از آمریکا به عنوان یک وسوسه گر فرهنگی یاد می‌کردند که تمایل به آداب و رسوم و اخلاق سنتی، به ویژه در روابط جنسی نداشتند.
ایده قطب اسامه بن لادن را تحت تأثیر قرارداد. بن لادن دو فتاوا در سال ۱۹۹۶ و سپس در سال ۱۹۹۸ صادر کرد که مسلمانان باید نیروهای نظامی و غیرنظامیان ایالات متحده را بکشند تا زمانی که دولت ایالات متحده نیروهای نظامی خود را از کشورهای اسلامی خارج کرده و حمایت خود را از اسرائیل قطع کند.
پس از فتوای سال ۱۹۹۶ با عنوان «اعلان جنگ علیه آمریکایی‌های اشغال کننده دو مکان مقدس اسلامی»، بن لادن توسط دفتر تحقیقات فدرال آمریکا (FBI) بر اساس قانون جنگ داخلی آمریکا که تحریک خشونت و تلاش برای سرنگونی دولت آمریکا را ممنوع می‌کند، مورد پیگیرد جنایی قرار گرفت. وی همچنین در دادگاه فدرال ایالات متحده به اتهام دست داشتن در انفجارهای سفارت آمریکا در دارالسلام، تانزانیا و نایروبی، کنیا در سال ۱۹۹۸ متهم شده‌است و در لیست ده نفر فراری تحت تعقیب FBI قرار داشت. بن لادن در ۱۴ ژانویه ۲۰۰۹ قول داد که به نبرد خود ادامه داده و به نمایندگی از جهان اسلام جبهه‌های جدیدی را علیه آمریکا باز کند.
در سال ۲۰۰۲ و در اواسط سال ۲۰۰۴، نظرسنجی زاگبی از رتبه‌های مطلوب/نامطلوب ایالات متحده در عربستان سعودی، مصر، اردن، لبنان، مراکش و امارات متحده عربی نظرسنجی کرد. در نظرسنجی زاگبی در سال ۲۰۰۲، ۷۶ درصد از مصری‌ها نسبت به ایالات متحده نگرش منفی داشتند، در حالی که در سال ۲۰۰۴ این میزان ۹۸ درصد بود. در مراکش، ۶۱ درصد در سال ۲۰۰۲ به این کشور نامطلوب نگاه کردند، اما در دو سال، این تعداد به ۸۸ درصد رسید. در عربستان سعودی، چنین پاسخ‌هایی از ۸۷ درصد در سال ۲۰۰۲ به ۹۴ درصد در سال ۲۰۰۴ افزایش یافته‌است. نگرشها در لبنان تقریباً بدون تغییر بود، اما در امارات متحده عربی اندکی بهبود یافت، از ۸۷ که در سال ۲۰۰۲ گفتند که ایالات متحده را دوست ندارند به ۷۳ در سال ۲۰۰۴ کاهش یافت. با این حال، اکثر این کشورها عمدتاً به سیاست‌های خارجی آمریکا اعتراض داشتند و آن را ناعادلانه می‌دانستند.

### ایران
در ایران، نخستین بار، روح‌الله خمینی بود که واژه «شیطان بزرگ» را برای آمریکا بکار برد. سردادن شعارهای «مرگ بر آمریکا» تا به امروز در تمام مراسم عقیدتی-مذهبی (همانند نمازهای جماعت و غیره) ادامه دارد.

در ۴ آبانماه ۱۳۸۴، محمود احمدی‌نژاد در همایشی تحت عنوان «جهان بدون آمریکا و صهیونیسم» اعلام کرد:
بدون تردید می‌گویم که این شعار و هدف دست یافتنی است و به حول و قوه الهی به زودی جهان بدون آمریکا و صهیونیسم را تجربه کرده و در دوران درخشان حاکمیت اسلامی بر جهان امروز تنفس خواهیم کرد.

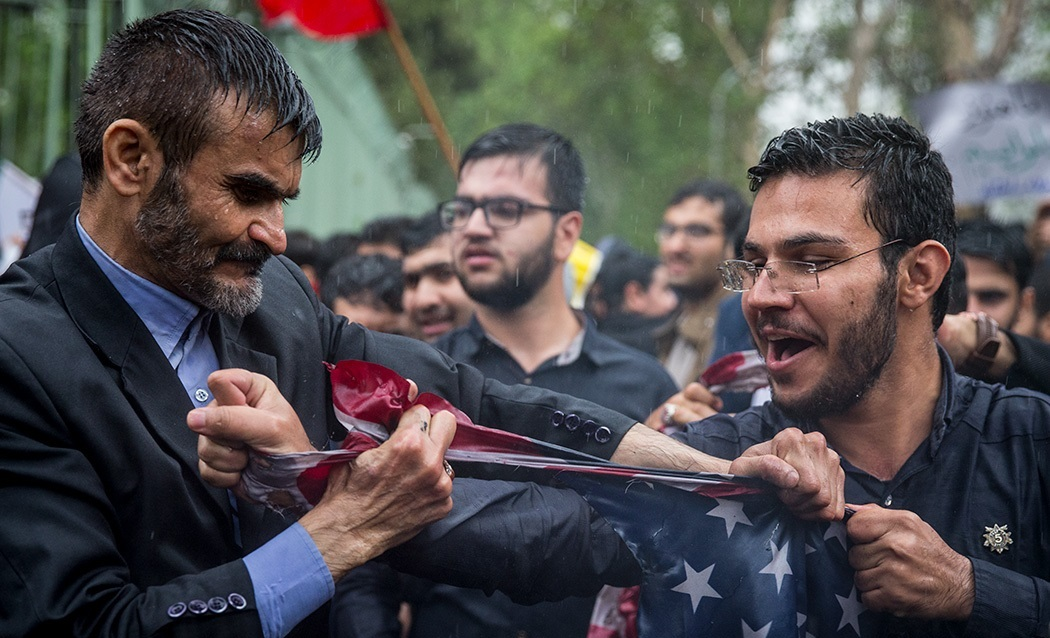
یک بسیجی درحال پاره‌کردن پرچم آمریکا پس از خروج این کشور از برجام.

۹ ماه بعد در اوت ۲۰۰۶، کمیته دائمی منتخب مجلس نمایندگان ایالات متحده آمریکا در گزارشی به کنگره آمریکا، با استناد به همین گفتار، ایران و احمدی‌نژاد را یک تهدید علیه امنیت ملی آمریکا دانست.
در یک نظرسنجی که توسط کمیسیون امنیت ملی مجلس شوارای اسلامی در سال ۲۰۰۴ م. انجام شد، نشان می‌داد که ۷۴ درصد ایرانیان خواهان برقراری رابطه با آمریکا هستند و ۴۶ درصد از آنان فکر می‌کردند که سیاست‌های آمریکا در قبال ایران تا حدودی درست است، این در حالی است که در آن زمان رسانه‌های ایران به صورت مداوم به سخنان محور شرارت جرج بوش، رئیس‌جمهور آمریکا اشاره می‌کردند. در پی انتشار این نظرسنجی، عباس عبدی و علی قاضیان که از تدارک دهندگان این نظرسنجی در مؤسسه پژوهشی آینده بودند به ترتیب به ۸ و ۹ سال زندان به جرم «انتشار تحقیق غیر علمی» محکوم شدند.

### اردن
ضدآمریکایی در اردن بسیار شدید احساس می‌شود و از سال ۲۰۰۳ در حال افزایش بوده‌است. علیرغم این واقعیت که اردن یکی از نزدیکترین متحدان آمریکا در خاورمیانه است و دولت اردن طرفدار آمریکا و غرب‌گرا است، اما آمریکایی ستیزی اردنی‌ها یکی از بالاترین در جهان است. ضدآمریکایی پس از حمله ۲۰۰۳ به عراق، هنگامی که ائتلاف تحت رهبری ایالات متحده برای برکناری صدام حسین از قدرت به عراق حمله کرد، به شدت افزایش یافت. بر اساس نظرسنجی‌های متعدد نظرسنجی پیو نگرش‌ها که از سال ۲۰۰۳ انجام شده‌است، ۹۹ درصد از مردم اردن به دولت آمریکا و ۸۲ درصد از مردم اردن به مردم آمریکا نگاه منفی داشته‌اند. اگرچه داده‌های سال ۲۰۱۷ نشان می‌دهد که نگرش منفی نسبت به مردم آمریکا و دولت آمریکا به ترتیب به ۸۲ و ۶۱ درصد کاهش یافته‌است، اما میزان ضدآمریکایی در اردن هنوز جزو بالاترین‌ها در سطح جهان است.

### فلسطین
در ژوئیه ۲۰۱۳، روحانی فلسطینی عصمت الحموری، یکی از رهبران حزب آزادی مستقر در بیت‌المقدس، خواستار نابودی آمریکا، فرانسه، بریتانیا و روم و نابودی دشمنان «ملت اسلام» شد. او هشدار داد: «ما به شما هشدار می‌دهیم، ای آمریکا: دستان خود را از روی مسلمانان بردارید. شما سوریه را ویران کرده‌اید، و قبل از آن، در افغانستان و عراق و اکنون در مصر. فکر می‌کنید ما کی هستیم، ما ملت اسلام هستیم - ملتی غول پیکر و قدرتمند که از شرق به غرب امتداد دارد. به زودی، ما به شما یک درس سیاسی و نظامی می‌دهیم، ان شاء الله. الله اکبر. سبحان الله». الحموری همچنین به باراک اوباما رئیس‌جمهور آمریکا هشدار داد که قیام قریب‌الوقوع یک امپراتوری مسلمان متحد وجود دارد که قوانین دینی را برای همه افراد آن القا خواهد کرد.
ضدآمریکاییسم در فلسطین از مخالفت با حمایت طولانی مدت آمریکا از اسرائیل سرچشمه می‌گیرد.

### عربستان سعودی
در عربستان سعودی، احساسات ضد آمریکایی «شدید» و در «بالاترین سطح» توصیف شد.
بر اساس نظرسنجی انجام شده توسط سرویس اطلاعاتی سعودی از "سعودی‌های تحصیل کرده بین ۲۵ تا ۴۱ ساله" که مدت کوتاهی پس از حملات ۱۱ سپتامبر انجام شد، به این نتیجه رسیدند که ۹۵ درصد "افراد مورد بررسی از موضوع بن لادن حمایت می‌کنند. (بنابر گزارش‌ها، حمایت از بن لادن تا سال ۲۰۰۶ کاهش یافت و در آن زمان، پس از حمله گروه‌های وابسته به القاعده در داخل عربستان، مردم عربستان به طور قابل توجهی طرفدار آمریکا شدند) در شورای سیاست گذاری دفاعی آمریکا برنامه مخفی با عنوان "خروج عربستان از عربستان " برای پادشاهی عربستان مطرح شد.

### ترکیه
در سال ۲۰۰۹، در جریان سفر باراک اوباما، رئیس‌جمهور آمریکا به ترکیه، معترضان ضدآمریکایی تابلوهایی در دست داشتند که روی آنها نوشته شده بود: "اوباما، رئیس جمهور جدید امپریالیسم آمریکا که دشمن مردم جهان است، دستان شما نیز خونین است. معترضان همچنین عباراتی مانند «یانکی به خانه برو» و «اوباما به خانه برو» را فریاد زدند. نظرسنجی مرکز پیو در سال ۲۰۱۷ نشان داد که ۶۷ درصد از پاسخ دهندگان ترک نظرات نامطلوبی دربارهٔ آمریکایی‌ها داشتند و ۸۲ درصد از گسترش ایده‌ها و آداب و رسوم آمریکایی در کشور خود مخالف بودند. هر دو نظرسنجی از همه کشورهایی که مورد بررسی قرار گرفتند بالاترین بود.

## قاره آمریکا
همه کشورهای آمریکای شمالی و جنوبی (از جمله کانادا، ایالات متحده آمریکا و کشورهای آمریکای لاتین) به عنوان " قاره آمریکا " نامیده می‌شوند. در ایالات متحده و اکثر کشورهای خارج از آمریکای لاتین، اصطلاحات "آمریکاً و "آمریکایی" معمولاً به ترتیب فقط به ایالات متحده آمریکا و شهروندان آن گفته می‌شود. در دهه ۱۸۹۰، خوزه مارتی، نویسنده کوبایی در مقاله ای با عنوان "آمریکای ماً به این کار اعتراض می‌کند.

### آمریکای لاتین
ضدآمریکاییسم در آمریکای لاتین ریشه‌های عمیقی دارد و یکی از عناصر کلیدی مفهوم هویت آمریکای لاتین، «به‌طور خاص ضد توسعه طلبی آمریکا و کاتولیک و ضد پروتستانتیسم» است. در دیدار سال ۱۸۲۸ بین ویلیام هنری هریسون، وزیر وقت آمریکا و سیمون بولیوار، رئیس‌جمهور ونزوئلا را سرزنش کرد و گفت: "... قویترین دولتها، دولتی است که آزادترین است "، و از بولیوار خواست توسعه دموکراسی را تشویق کند. بولیوار در پاسخ نوشت: «ایالات متحده کاری کرده‌است که به نام آزادی آمریکا را به عذاب وادار کند»، عبارتی که در آمریکای لاتین به شهرت رسید.

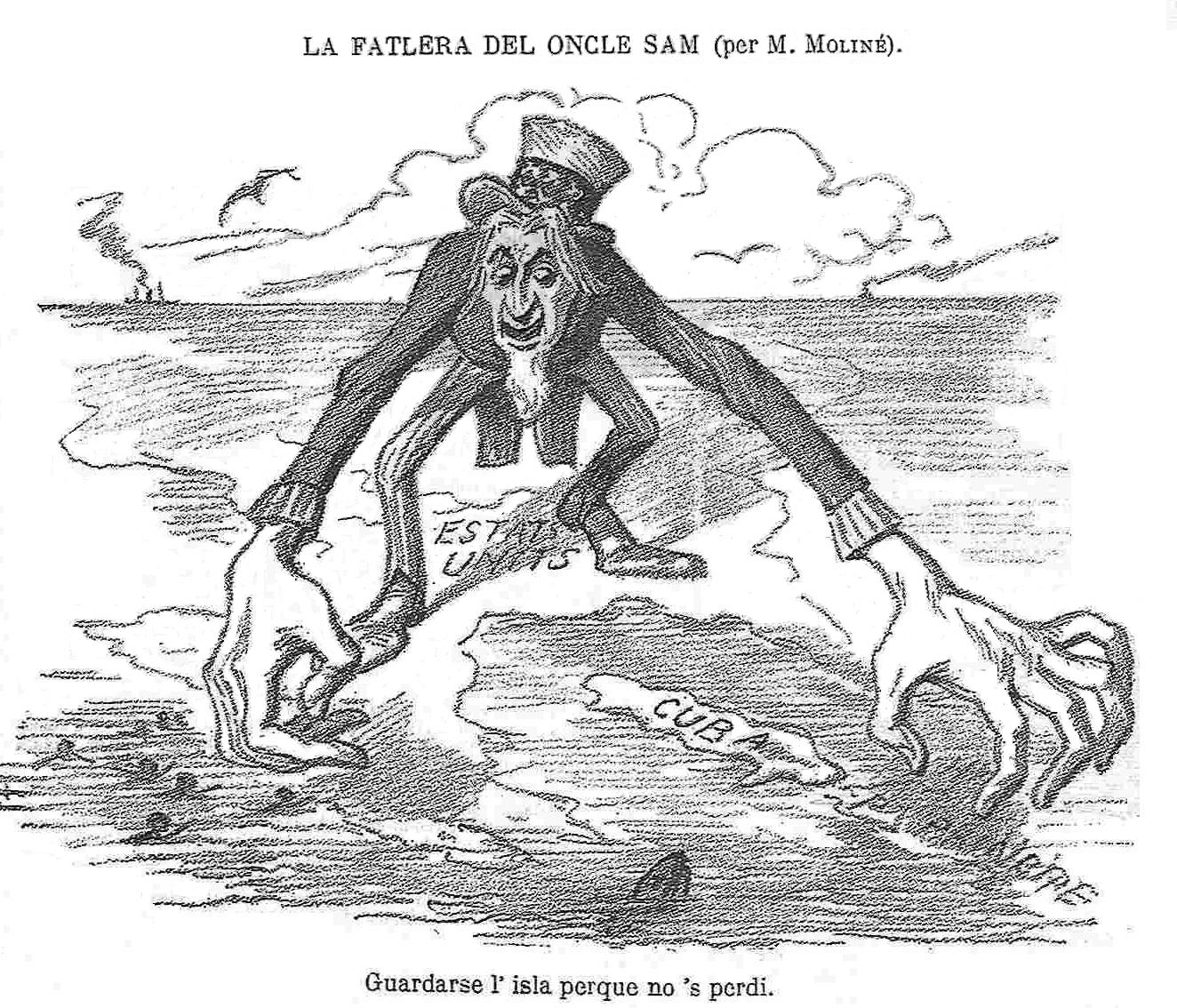
نقاشی طنز اسپانیایی که در (۱۸۹۶) منتشر شد و رفتار ایالات متحده در قبال کوبا توسط مانوئل مولینه، درست قبل از جنگ اسپانیا و آمریکا را مورد انتقاد قرار داد. در متن بالا (به زبان کاتالانی قدیمی) آمده‌است: "هوس عمو سام"، و در زیر: "برای حفظ جزیره تا گم نشود."

جنگ اسپانیا و آمریکا از سال ۱۸۹۸، که بخاطر استقلال کوبا از اسپانیا بود، آمریکا را به یک قدرت جهانی تبدیل کرد و کوبا یک وابستگی مجازی از ایالات متحده از طریق اصلاحیه پلات به قانون اساسی کوبا اضافه کرد. این اقدام ایالات متحده مطابق با ایدئولوژی چوب بزرگ بود که توسط تئودور روزولت در نتیجه دکترین مونرو مورد حمایت قرار گرفت و منجر به مداخلات متعدد در آمریکای مرکزی و کارائیب شد، همچنین باعث نفرت از ایالات متحده در سایر مناطق قاره آمریکا شد. یک علت بسیار مهم از ضدآمریکایی آمریکای لاتین، ناشی از جنگ ۱۸۹۸، مقاله روزنامه‌نگار اروگوئه ای خوزه انریکه رودو آریل (۱۹۰۰) بود که در آن ارزش‌های معنوی آمریکای جنوبی با فرهنگ توده وحشیانه در تضاد است. مقاله کالیبان آمریکایی در دهه ۱۹۱۰ و ۱۹۲۰ در سراسر اسپانیای زبان‌های آمریکا تأثیر بسزایی داشت و باعث مقاومت در برابر امپریالیسم فرهنگی آمریکا شد. نگرشهای نژادپرستانه پروتستانهای آنگلوساکسون سفید شمالی در قبال جمعیت آمریکای لاتین نیز باعث نارضایتی شد.
اصلاحات دانشجویی که در دانشگاه کوردوبا در آرژانتین در سال ۱۹۱۸ آغاز شد، ایده ضد امپریالیسم را در سراسر آمریکای لاتین تقویت کرد و نقشی اساسی در راه اندازی مفهومی داشت که طی چندین نسل توسعه می‌یافت. در سال ۱۹۲۰، انجمن دانشگاه آرژانتین یک مانیفست با عنوان "محکومیت امپریالیسم" صادر کرد.
از دهه ۱۹۴۰، روابط ایالات متحده با آرژانتین متشنج بود، زیرا ایالات متحده از ترس رژیم ژنرال پرون از آلمان نازی نزدیک بود. در سال ۱۹۵۴، حمایت آمریکا از کودتای ۱۹۵۴ گواتمالا علیه خاکوبو آربنز، رئیس‌جمهور منتخب دموکراتیک، ضدآمریکاییسم را در منطقه تقویت کرد. این کودتای مورد حمایت سازمان سیا باعث شد خوان خوزه آروالو، رئیس‌جمهور سابق آن کشور، افسانه ای بنام کوسه و ساردین (۱۹۶۱) بنویسد که در آن یک کوسه درنده (نماینده ایالات متحده) از ساردین آمریکای لاتین استفاده می‌کند.

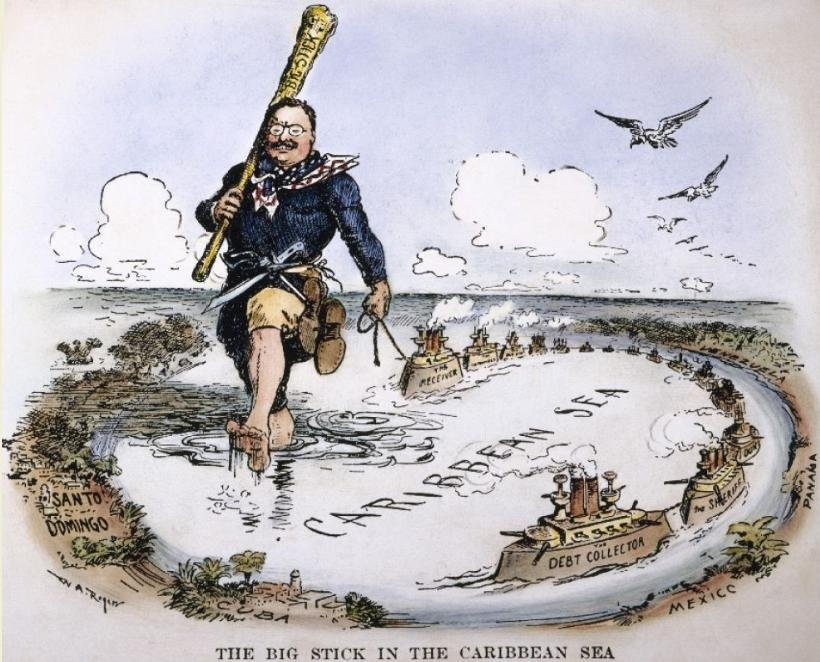
کاریکاتوری که مداخله گرایی چوب تئودور روزولت را به تصویر می‌کشد

فیدل کاسترو، رهبر انقلابی فقید کوبا، در طول دوران حرفه ای خود تلاش کرد تا از طریق نظامی و تبلیغاتی، کینه‌های طولانی مدت آمریکای لاتین علیه ایالات متحده را هماهنگ کند. وی در این هدف با حمله ناموفق خلیج خوک‌ها به کوبا در سال ۱۹۶۱، که توسط دولت آمریکا علیه رژیم او برنامه‌ریزی و اجرا شد، به این هدف کمک کرد. این فاجعه به اعتبار آمریکا در قاره آمریکا لطمه زد و منتقدان آن را در سراسر جهان تقویت کرد. به گفته روبین، بیانیه دوم کاسترو در هاوانا، در فوریه ۱۹۶۲، «به منزله اعلان جنگ به ایالات متحده و تأیید نظریه جدید ضدآمریکاییسم بود». : 115  کاسترو آمریکا را «کرکس تغذیه کننده از بشریت» نامید. تحریم ایالات متحده علیه کوبا خشم مردم را حفظ کرد و همکار کاسترو، چه گوارا، انقلابی مشهور، در طول جنگ ویتنام «در ایجاد ویتنام دوم یا سوم» در منطقه آمریکای لاتین در برابر طرح‌های آنچه امید داشت، ابراز امیدواری کرد. او معتقد بود امپریالیسم ایالات متحده است.

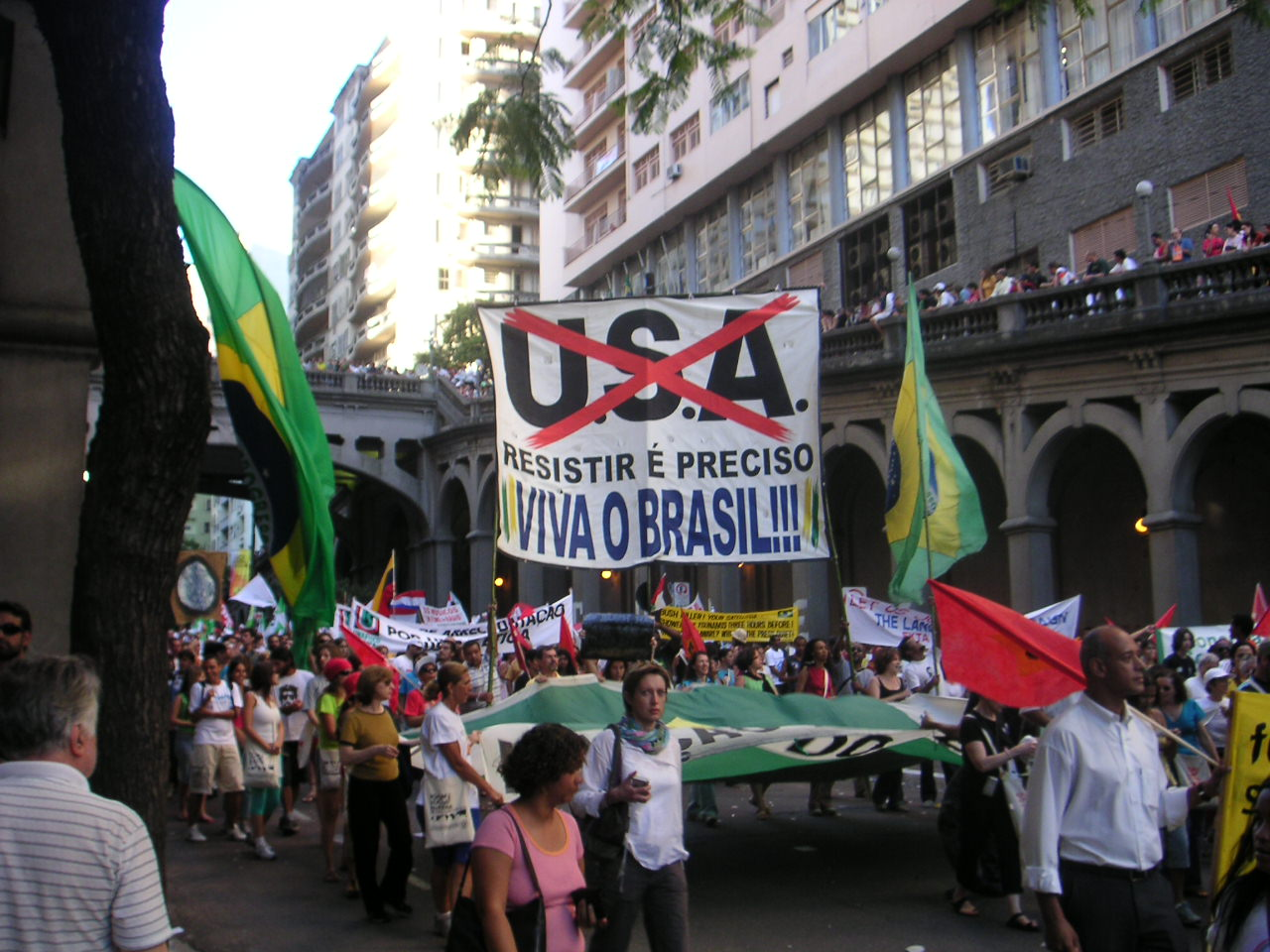
بنر ضد آمریکا در تظاهرات در برزیل، ۲۷ ژانویه ۲۰۰۵

بسیاری از مداخلات بعدی ایالات متحده علیه کشورهای منطقه، از جمله دموکراسی‌ها، و حمایت از دیکتاتوری‌های نظامی، ضدآمریکاییسم آمریکای لاتین را تقویت کرد. اینها شامل کودتای برزیل ۱۹۶۴، حمله به جمهوری دومینیکن در ۱۹۶۵، دخالت ایالات متحده در عملیات کندور، کودتای آرژانتین در شیلی و ۱۹۷۶ در ۱۹۷۳ و جنگ داخلی سالوادورا، حمایت از کنتراس، آموزش نظامیان آینده، که بعداً به عنوان جنایتکار جنگی شناخته می‌شوند در مدرسه آمریکا و امتناع از استرداد یک تروریست محکوم، حمایت ایالات متحده از دیکتاتورهایی مانند آگوستو پینوشه شیلیایی، نیکاراگوئه آناستاسیو سوموزا، هائیتی دووالیر، امیلیو گاراستازو مدیسی برزیلی، آلفردو استروسنر پاراگوئیایی و مانوئل نوریگا پانامایی قبل از 1989.

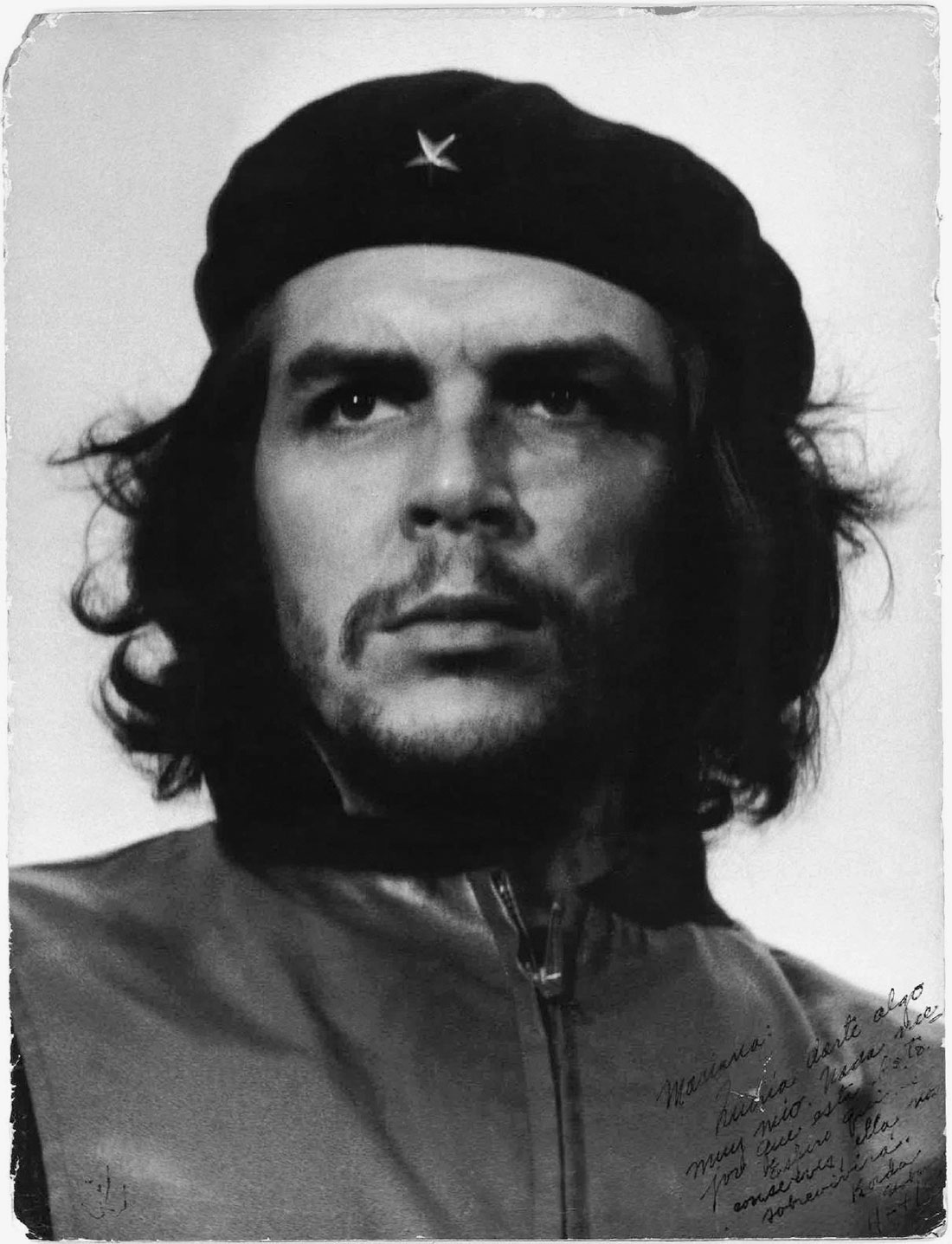
چه گوارا، یکی از تصاویر نمادین انقلاب کوبا و به‌طور کلی ضد امپریالیسم. عکس آلبرتو کردا، ۱۹۶۱.

بسیاری از آمریکای لاتین تصور می‌کردند که اصلاحات نئولیبرالیسم در ۱۹۸۰ و ۱۹۹۰ شکست خورده‌است و مخالفت خود را با اجماع واشینگتن تشدید کردند. این امر منجر به احیای حمایت از پان آمریکانیسم، حمایت از جنبش‌های مردمی در منطقه، ملی شدن صنایع اصلی و متمرکز شدن دولت شد. تشدید تحریم اقتصادی کوبا از سوی آمریکا در سالهای ۱۹۹۶ و ۲۰۰۴ نیز موجب نارضایتی رهبران آمریکای لاتین شد و آنها را بر آن داشت تا از گروه ریو و نشستهای ایبریو-آمریکایی مستقر در مادرید به عنوان مکانهای ملاقات به جای سازمان کشورهای آمریکایی تحت سلطه ایالات متحده استفاده کنند. این روند از طریق ایجاد مجموعه ای از نهادهای سیاسی منطقه ای مانند اتحادیه کشورهای آمریکای جنوبی و جامعه کشورهای آمریکای لاتین و کارائیب و مخالفت شدید با تحقق منطقه تجارت آزاد قاره آمریکا تحت حمایت واشینگتن در چهارمین اجلاس سران قاره آمریکا در سال ۲۰۰۵ شد.
نظرسنجی‌های شورای شیکاگو در امور جهانی نشان داد که در سال ۲۰۰۶ افکار عمومی آرژانتین نسبت به نقش آمریکا در جهان کاملاً منفی بود. در سال ۲۰۰۷، ۲۶ درصد از آرژانتینی‌ها دیدگاه مطلوبی نسبت به مردم آمریکا داشتند و ۵۷ درصد از آنها دیدگاه نامطلوبی داشتند. افکار عمومی آرژانتین در مورد ایالات متحده و سیاست‌های ایالات متحده در دوران دولت اوباما بهبود یافت و تا تاریخ ۲۰۱۰ به‌طور مساوی (۴۲ تا ۴۱ درصد) بین کسانی که این موارد را مطلوب یا نامطلوب می‌بینند تقسیم شد. این نسبت تا سال ۲۰۱۳ ثابت ماند و ۳۸ درصد آرژانتینی‌ها از دیدگاه مطلوب و ۴۰ درصد از دیدگاه نامطلوب برخوردار بودند.
علاوه بر این، تمدید امتیاز برای پایگاه نظامی آمریکا در مانتا، اکوادور با انتقاد، تمسخر و حتی تردید قابل توجهی از طرفداران چنین توسعه ای مواجه شد. جنگ نزدیک ناشی از بحران دیپلماتیک آند ۲۰۰۸ توسط یک افسر عالی‌رتبه اکوادور به عنوان تحت حمایت آمریکا بیان شد. این افسر گفت «بخش بزرگی از افسران ارشد» این اعتقاد را دارند که ایالات متحده شریک این حمله بوده‌است (که توسط ارتش کلمبیا در اردوگاه نیروهای مسلح انقلابی کلمبیا در اکوادور، نزدیک مرز کلمبیا راه اندازی شد). ارتش اکوادور تلافی کرد و اعلام کرد که اجاره ۱۰ ساله این پایگاه، که در نوامبر ۲۰۰۹ به پایان رسید، تمدید نمی‌شود و انتظار می‌رود که حضور نیروهای آمریکایی از سه ماه قبل از تاریخ انقضا کاهش یابد.

### مکزیک
در انقلاب ۱۸۳۶ تگزاس، استان مکزیک تگزاس از مکزیک جدا شد و نه سال بعد، با تشویق دکترین مونرو و سرنوشت آشکار، ایالات متحده جمهوری تگزاس را به درخواست آن، اما در برابر مخالفت شدید مکزیک به خود ضمیمه کرد. مکزیک از به رسمیت شناختن استقلال تگزاس خودداری کرد - و گسترش خود را در غرب آمریکای شمالی آغاز کرد. : 53–4, 57–8  مکزیک ضدآمریکایی در نتیجه جنگ ۱۸۴۶–۱۸۴۸ مکزیک و آمریکا بیشتر ملتهب شد و بیش از نیمی از قلمرو خود را به ایالات متحده از دست داد. : 57–8 
فرانسیسکو بیلبائو، نویسنده شیلیایی، در آمریکا در خطر (۱۸۵۶) پیش‌بینی کرد که از دست دادن تگزاس و شمال مکزیک در برابر «چنگال عقاب» فقط یک طعم پیش از تلاش آمریکا برای تسلط بر جهان بود. : 104  بیلبائو که از نمایندگان اولیه مفهوم آمریکای لاتین بود، برزیل و پاراگوئه را از آن خارج کرد و همچنین مکزیک، زیرا «مکزیک فاقد شعور جمهوری‌خواه واقعی بود، دقیقاً به دلیل روابط پیچیده آن با ایالات متحده». مداخلات ایالات متحده باعث شد تا پورفیریو دیاز، حاکم بعدی مکزیک، ناله کند: «مکزیک فقیر، تا این اندازه از خدا دور، و بسیار نزدیک به ایالات متحده». : 104  موزه ملی مداخلات مکزیک، که در سال ۱۹۸۱ افتتاح شد، گواهی بر شکایت مکزیک از ایالات متحده است. : 121 
در مکزیک در دوران رژیم لیبرال پورفیریو دیاز (۱۸۷۶–۱۹۱۱)، سیاست‌ها به نفع سرمایه‌گذاری خارجی، به ویژه آمریکایی‌ها بود، که به دنبال سود در کشاورزی، دامداری، معدن، صنعت و زیرساخت‌هایی مانند راه‌آهن بودند. تسلط آنها بر کشاورزی و به دست آوردن زمین‌های وسیع به هزینه دارندگان کوچک مکزیکی و جوامع بومی، عامل بسیج دهقانان در انقلاب مکزیک (۲۰-۲۰-۱۹۱۰) بود. برنامه حزب لیبرال مکزیک (۱۹۰۶)، صراحتاً خواستار سیاست‌هایی علیه مالکیت خارجی در مکزیک، با شعار «مکزیک برای مکزیکی‌ها» بود. اصلاحات ارضی در مکزیک در دوره پس از انقلاب تأثیر عمده ای بر این دارایی‌های ایالات متحده داشت، جایی که بسیاری از آنها مصادره شدند.

### ونزوئلا
از زمان شروع دولت جورج دبلیو بوش در سال ۲۰۰۱، روابط بین ونزوئلا و ایالات متحده به‌طور قابل توجهی رو به وخامت گذاشت، زیرا هوگو چاوز رئیس‌جمهور ونزوئلا به شدت از سیاست خارجی ایالات متحده انتقاد کرد. چاوز به خاطر لفاظی‌های ضدآمریکایی اش مشهور بوده‌است. چاوز در سخنرانی خود در مجمع عمومی سازمان ملل متحد گفت که بوش «دموکراسی کاذب نخبگان» و «دموکراسی بمب‌ها» را ترویج می‌کند. چاوز با حمله آمریکا به عراق در سال ۲۰۰۳ را محکوم کرد. چاوز همچنین مداخله نظامی تحت رهبری ناتو در لیبی را محکوم کرد و آن را تلاشی از سوی غرب و آمریکا برای کنترل نفت در لیبی خواند.

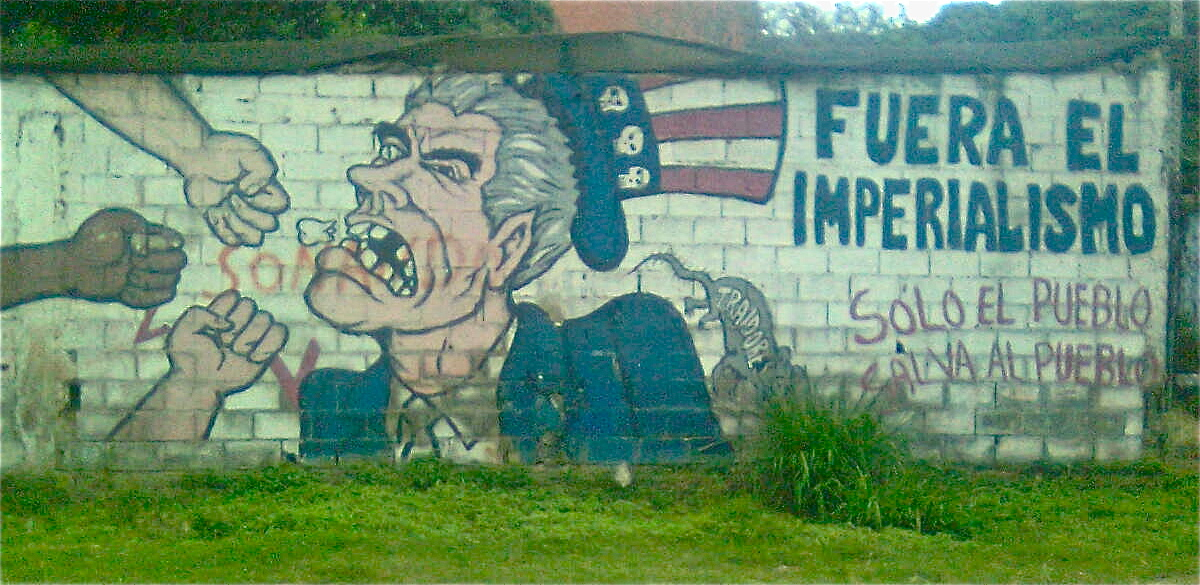
سنگرهای هوگو چاوز در محله‌های فقیرنشین کاراکاس، ونزوئلا، اغلب دارای نقاشی‌های دیواری سیاسی با پیام‌های ضد آمریکایی است.

در سال ۲۰۱۵، دولت اوباما فرمان اجرایی را امضا کرد که تحریم‌های هدفمندی را علیه هفت مقام ونزوئلایی اعمال کرد که کاخ سفید آنها را نقض حقوق بشر، آزار و اذیت مخالفان سیاسی و فساد عمومی می‌داند و گفت که این کشور "یک تهدید غیرمعمول و فوق العاده است". امنیت ملی و سیاست خارجی ایالات متحده. " نیکلاس مادورو به تحریم‌ها به دو شکل پاسخ داد. وی در مارس ۲۰۱۵ نامه ای سرگشاده در یک صفحه کامل در نیویورک تایمز نوشت و اظهار داشت که مردم ونزوئلا "دوستان مردم آمریکاً هستند و اقدام پرزیدنت اوباما در اعمال تحریم‌های هدفمند علیه ناقضان حقوق بشر را "یکجانبه و تهاجمی" خواند. نمونه‌هایی از اتهامات نقض حقوق بشر از سوی ایالات متحده به دولت مادورو شامل قتل یک فعال سیاسی قبل از انتخابات پارلمانی در ونزوئلا بود.
مادورو تهدید کرد از آمریکا بخاطر فرمان اجرایی دولت اوباما که ونزوئلا را تهدیدی برای امنیت آمریکا می‌داند شکایت خواهد کرد. وی همچنین قصد داشت با ارسال ۱۰ میلیون امضا، فرمان ایالات متحده مبنی بر اعلام وضعیت ونزوئلا به عنوان «تهدید فوق‌العاده برای امنیت ملی ایالات متحده» را محکوم کند. و به کلیه مدارس کشور دستور داد "روز ضد امپریالیستی" علیه ایالات متحده با فعالیتهای روز از جمله "جمع آوری امضای دانش آموزان، و کارکنان آموزشی، اداری، نگهداری و آشپزی" برگزار کنند. " مادورو در ادامه به کارکنان ایالت دستور داد تا در اعتراض امضای خود را اعمال کنند، در حالی که برخی از کارگران گزارش دادند که اخراج کارگران دولتی به دلیل رد امضای فرمان اجرایی در اعتراض به «فرمان اوباما» رخ داده‌است. همچنین گزارش‌هایی مبنی بر امضای اعضای نیروهای مسلح ونزوئلا و خانواده‌های آنها علیه فرمان ایالات متحده منتشر شد.

### کانادا
ضدآمریکاییسم در کانادا ریشه‌های تاریخی منحصر به فردی دارد. هنگامی که کنگره قاره ای در ۱۷۷۴ فراخوانده شد، دعوتنامه ای به کبک و نو اسکوشیا ارسال شد. با این حال کانادایی‌ها علاقه چندانی برای پیوستن به کنگره نشان ندادند و سال بعد ارتش قاره به کانادا حمله کرد، اما در نبرد کبک شکست خورد. اگرچه مقالات کنفدراسیون آمریکا بعداً کانادا را به عنوان ایالت ایالات متحده از پیش تأیید کردند، اما افکار عمومی مخالف آنها شده بود. سپس ۴۰٬۰۰۰ پناهنده وفادار از ایالات متحده وارد شدند، از جمله ۲٬۰۰۰ وفادار سیاه، که بسیاری از آنها برای تاج در برابر انقلابیون آمریکایی جنگیده بودند. از نظر آنها، جمهوری که از خود به جا گذاشتند خشونت بار و آنارشیک بود. با امپریالیست‌های کانادایی که بارها و بارها در برابر جمهوری‌خواهی و دموکراسی به سبک آمریکایی هشدار داده‌اند، چیزی بیشتر از حکومت اوباش نیست. تعدادی از تخلفات که در ارتش ۱۸۰۰ در ارتش کانادا در بالاترین کانادا رخ داد منجر به «تعصب عمیق علیه ایالات متحده» شد که پس از درگیری در مستعمره ظاهر شد.

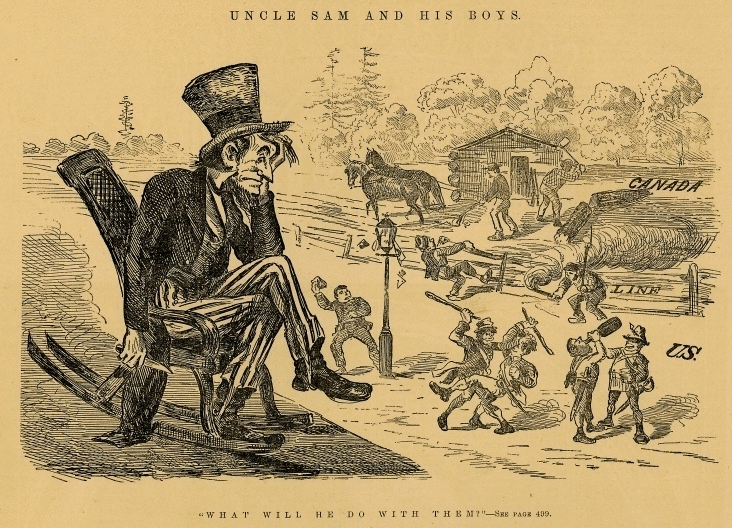
کاریکاتور سیاسی کانادایی از سال ۱۸۷۰ «عمو سام و پسرانش» که کانادا در پس زمینه به تصویر کشیده شده‌است. لفاظی‌های ضد آمریکایی در کانادا در آن دوره معمولاً ایالات متحده را بر خلاف کانادا بی نظم نشان می‌داد.

در اوایل قرن بیستم، کتابهای درسی کانادا ایالات متحده را به شیوه ای منفی نشان دادند. ایالات متحده امپراتوری بریتانیا را رها کرده بود، و در نتیجه، آمریکا ظاهراً بی نظم، حریص و خودخواهانه فردگرا بود. در دهه ۱۹۳۰، نگرانی کمتری نسبت به ایالات متحده وجود داشت و توجه بیشتری به جامعه مسالمت آمیز کانادا شد، و تلاش‌های آن به نیابت از تمدن در جنگ جهانی اول. همکاری نزدیک در جنگ جهانی دوم منجر به تصویری بسیار مطلوب تر شد. در دوران ۱۹۴۵–۱۹۶۵، مرز دوستانه و صلح آمیز تأکید شد. کتابهای درسی بر نقش ایالات متحده به عنوان یک قدرت بین‌المللی و قهرمان آزادی با کانادا به عنوان شریک اثرگذار آن تأکید کردند.
در سالهای ۱۹۴۵ تا ۱۹۶۵، اجماع گسترده‌ای در کانادا در مورد سیاستهای خارجی و دفاعی وجود داشت. ووتول، دراموند و انگلیسی می‌گویند:
این پشتیبانی از نظر جغرافیایی و نژادی به‌طور قابل ملاحظه ای یکسان بود، هم از ساحل به ساحل و هم از زبان فرانسه و انگلیسی. احزاب سیاسی توافق کردند که ناتو چیز خوبی است و کمونیسم چیز بدی است، ارتباط نزدیک با اروپا مطلوب است و مشترک المنافع تجسم گذشته‌ای باشکوه است.
اما اجماع دوام نیاورد. تا سال ۱۹۵۷ بحران سوئز کانادا را از انگلیس و فرانسه بیگانه کرده بود. سیاستمداران به رهبری آمریکا بی‌اعتماد بودند، تجار سرمایه‌گذاری‌های مالی آمریکا را زیر سؤال بردند. و روشنفکران ارزش‌های تلویزیون آمریکایی و پیشنهادها هالیوود را که همه کانادایی‌ها تماشا می‌کردند به سخره گرفتند. وی افزود: حمایت عمومی از سیاست خارجی کانادا بدون هیچ مشکلی از بین رفت. سیاست خارجی، از جمله موضوعات برنده لیبرال‌ها، به سرعت به یک موضوع بازنده تبدیل شد. " به غیر از چپ‌های افراطی، که اتحاد جماهیر شوروی را تحسین می‌کردند، ضد آمریکایی برای اولین بار توسط چند مورخ برجسته پذیرفته شد. با گرمتر شدن جنگ سرد پس از ۱۹۴۷، هارولد اینیس به طور فزاینده ای با ایالات متحده دشمنی کرد. او بارها هشدار داد که کانادا در حال تبدیل شدن به مستعمره ای از همسایه جنوبی بسیار قوی تر خود است. وی هشدار داد: "ما واقعاً برای زندگی خود مبارزه می‌کنیم." ما تنها می‌توانیم با انجام اقدامات مداوم در نقاط استراتژیک علیه امپریالیسم آمریکا با همه ظاهر جذاب زنده بمانیم. " ضدآمریکایی او بر برخی از محققان جوان از جمله دونالد کرایتون تأثیر گذاشت.
احساسات ضد آمریکایی در برنامه‌های تلویزیونی کانادا در یک کابل دیپلماتیک آمریکایی فاش شده از سال ۲۰۰۸ برجسته شد. در حالی که در کابل اشاره شده‌است که احساسات ضد آمریکایی در برنامه‌های کانادایی «بحران دیپلماتیک عمومی» نیست، اما «به عنوان نشانه ای از کلیشه‌های منفی موذی منفی رایج که ما به‌طور فزاینده ای در کانادا با آن روبرو هستیم» قابل توجه است.

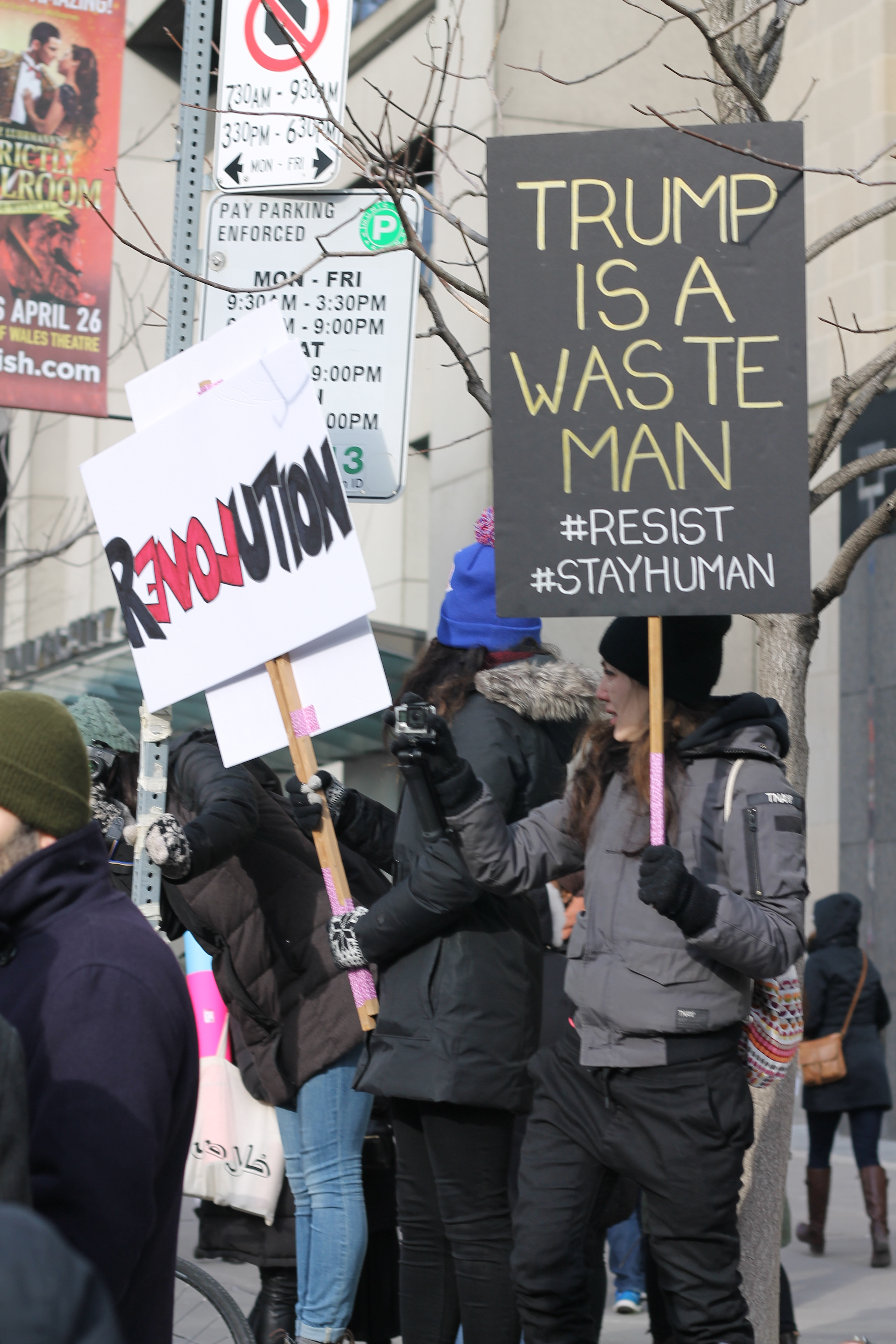
تظاهرکنندگان در تورنتو در فوریه ۲۰۱۶ علامت ضد ترامپ را نگه داشتند

دوران ریاست جمهوری دونالد ترامپ با احیای نگرش‌های ضد آمریکایی در بین مردم کانادا در ارتباط بود. در سال ۲۰۱۷، مرکز نظرسنجی پیو دریافت که ۳۰ درصد از کانادایی‌ها به آمریکایی‌ها منفی می‌نگرند و ۵۸ درصد از کانادایی‌ها با گسترش ایده‌ها و آداب و رسوم آمریکایی مخالف هستند.
در سال ۲۰۱۸، جنگ تجاری و اظهارات التهابی ترامپ با واکنش شدید کانادا روبرو شد. یک نظرسنجی سالانه مرکز تحقیقاتی پیو نارضایتی تاریخی کانادا از ایالات متحده را نشان داد، به طوری که ۵۶ درصد از کانادایی‌های مورد بررسی نظرات منفی نسبت به ایالات متحده و ۳۹ درصد نظرات مثبت داشتند. بازتاب گسترده رسانه ای دربارهٔ تحریم‌های سازمان یافته علیه کالاهای آمریکایی و گردشگری وجود داشت. نظرسنجی سپتامبر ۲۰۱۸ آباکوس دیتا نشان داد که کانادایی‌ها از دونالد ترامپ بیشتر از هر رهبر سیاسی مهم کانادایی خوشش نمی‌آید و تنها ۹ درصد موافق و ۸۰ درصد مخالف ملی هستند.
سرنگونی پرواز ۷۵۲ خطوط هوایی بین‌المللی اوکراین توسط ایران در ژانویه ۲۰۲۰، که منجر به کشته شدن ۵۷ کانادایی شد، در کانادا به عنوان خسارت جانبی غیر ضروری در میان وخامت روابط ایران و آمریکا تلقی شد، دیدگاهی که توسط نخست‌وزیر جاستین ترودو بازتاب داشت. نظرسنجی اکوس نشان داد که ۲۹ درصد از کانادایی‌ها ایالات متحده را به‌طور کامل مسئول حمله به وسیله تحریک می‌دانند، و ۴۸ درصد گفتند که آنها با ایران تقصیر دارند و تنها ۱۹ درصد تنها ایران را مقصر می‌دانند.
در نتیجه بیماری همه گیر COVID-19، کانادا در ۲۱ مارس همان سال مرز خود را با ایالات متحده بست و عبور از مرز به مسافرت‌های اساسی محدود شد. با این حال، مسافران آمریکایی در صورت ادعای رانندگی به سمت ایالت آلاسکا آمریکا ممکن است از مرز عبور کنند. تا ماه ژوئن، چندین گزارش مبنی بر استفاده آمریکایی‌ها از این موضوع به عنوان بهانه ای دروغین برای ورود به کانادا و اقامت برای تعطیلات منتشر شد. این امر منجر به مواردی از حملات کلامی و فیزیکی به رانندگان با پلاک ایالات متحده شد. حملات فیزیکی معمولاً شامل صدمه به اتومبیل‌هایی با این پلاک‌ها بود، که گاهی یک تهدید کننده بر جای می‌گذاشت. برخی از این حملات در شهرهای تفریحی مانند دریاچه‌های مسکوکا، انتاریو رخ داده‌است. شهردار آن، فیل هاردینگ، پیشنهاد کرد این حوادث ناشی از ترس «کانادایی‌ها از ابتلا به COVID-19 از جانب آمریکایی‌ها در نتیجه وضعیت در ایالات متحده است». در اوت ۲۰۲۰، یک نظرسنجی نشان داد که ۸۰ درصد از کانادایی‌ها می‌خواهند این مرز برای بقیه سال بسته بماند. نظرسنجی جداگانه ای که توسط لگر و انجمن مطالعات کانادایی انجام شد نشان داد که تنها ۳۴٪ از پاسخ دهندگان به آمریکایی‌ها اعتماد نشان می‌دهند، در حالی که این رقم برای افراد معکوس ۷۲٫۵٪ است. علاوه بر این، ۶۶ درصد از کانادایی‌ها نگران گسترش موارد از ایالات متحده هستند در حالی که ۱۹ درصد از آمریکایی‌ها نگران شیوع موارد کانادایی در جنوب هستند.

#### شعارهای سیاسی کانادا
ضدآمریکاییسم، به عنوان یک تاکتیک سیاسی، بعضاً توسط محافظه کاران برای حمله به گرایش حزب لیبرال به آمریکایی‌ها، مانند انتخابات ۱۹۱۱ مورد استفاده قرار گرفت. جان ال مکدونالد، نخست‌وزیر کانادا، سیاستمداران آمریکایی را حریص و استثمارگر می‌دانست. او در سال ۱۸۹۱ در انتخابات قاطعانه مخالف تجارت آزاد با ایالات متحده، را «حجاب خیانت» می‌دانست.
از این رو، ضدآمریکایی به عنوان پایه ای در سیاست حزبی کانادا باقی ماند، زیرا در دهه ۱۹۵۰ توسط رهبرانی مانند نخست‌وزیر جان جی دیفن باکر به کار گرفته شد.

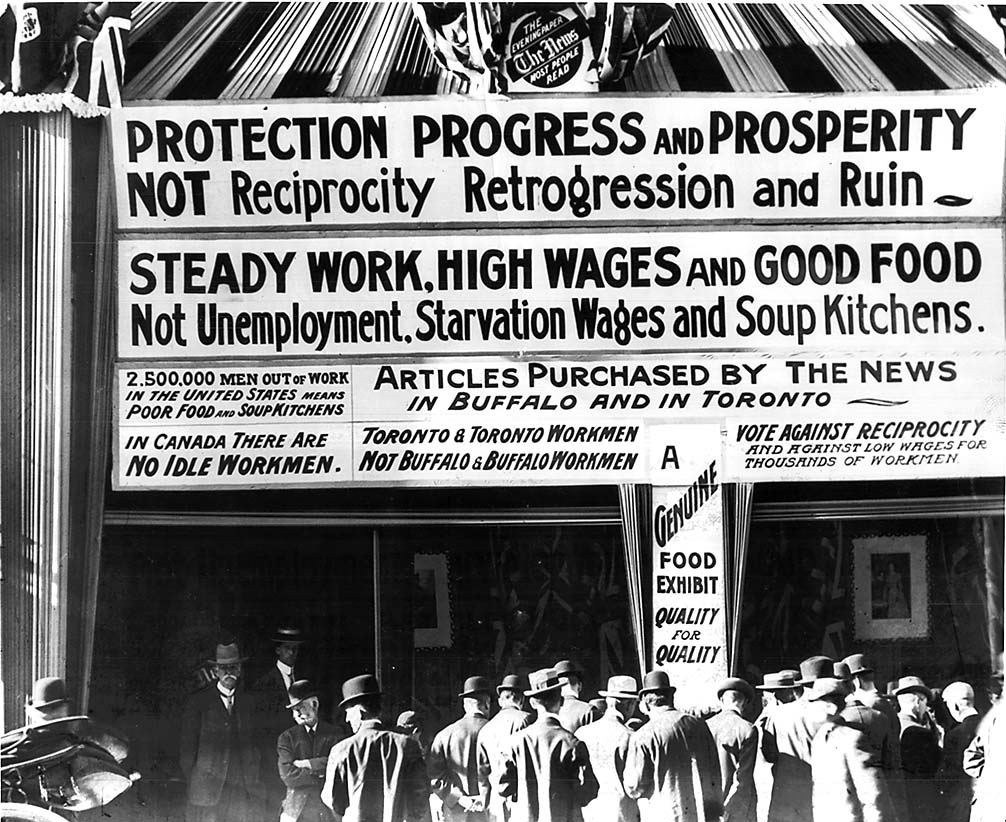
علائم راهنما از تجارت آزاد با ایالات متحده در ساختمانی در تورنتو در سال ۱۹۱۱ حمایت می‌کند

روشنفکران کانادایی که در مورد آمریکا در نیمه اول قرن بیستم نوشتند، ایالات متحده را به عنوان مرکز جهانی مدرنیته معرفی کردند و از آن ابراز تاسف کردند. امپریالیست‌ها توضیح دادند که کانادایی‌ها با نپذیرفتن سنت، پرستش «پیشرفت» و فناوری و فرهنگ توده ای خود، از تسخیر آمریکا فرار کرده‌اند. آنها توضیح دادند که کانادا به دلیل تعهد خود به دولت منظم و هماهنگی اجتماعی بسیار بهتر است. چند مدافع سرسخت ملت در جنوب وجود داشتند، به ویژه روشنفکران لیبرال و سوسیالیست مانند اف آر اسکات و ژان چارلز هاروی (۱۸۹۱–۱۹۶۷).
برندون اوکانر و مارتین گریفیتس در کتاب خود ضدآمریکایی می‌گویند که در نگاه اول تصور می‌کنند که به نظر می‌رسد کانادایی‌ها به اندازه دیگران ویژگی‌هایی را که ضدآمریکایی هستند، بپذیرند. اوکانر و گریفیتس شامل اقداماتی مانند انتقاد از آمریکایی‌ها به عنوان یک ملت، یا ایالات متحده به عنوان کشوری به عنوان ضدآمریکایی هستند که اغلب شیطان‌پرست، تحقیر شده و به کلیشه‌ها متوسل می‌شوند. آنها همچنین نوشته‌اند که ضدآمریکایی که در کانادا یافت شد دارای ویژگی‌های منحصر به فردی بود: در هیچ‌کجای دیگر به این مدت طولانی اینقدر قوی نشده و به اندازه کانادا در فرهنگ سیاسی مرکزی نبوده‌است. کیم ریچارد نوسال، مورخ، معتقد است که یک شکل ضعیف ضدامریکاییسم در فرهنگ سیاسی کانادا نفوذ می‌کند، اگرچه "اساساً به عنوان وسیله ای برای تمایز کانادایی‌ها از آمریکایی‌ها طراحی شده‌است". اگرچه جک گراناتشتاین پیشنهاد کرده‌است که ضدآمریکایی در کانادا مرده‌است، جان هرد تامپسون و استفان جی رندال در کتاب خود کانادا و ایالات متحده (۲۰۰۲) اظهار می‌کنند که شواهد حکایت کننده ای مبنی بر شکوفایی آن وجود دارد و به تغذیه احساس هویت کانادایی خود ادامه می‌دهد.
مارگارت اتوود نویسنده برجسته کانادایی است. در رمان سرگذشت ندیمه (۱۹۸۶) همه تحولات وحشتناک در ایالات متحده در نزدیکی بوستون اتفاق می‌افتد، در حالی که کانادا تنها امید فرار است. این نشان دهنده وضعیت او در "پیشتاز ضدآمریکاییسم کانادایی در دهه ۱۹۶۰ و ۱۹۷۰" است. منتقدان، گیلاد (ایالات متحده) را یک رژیم سرکوبگر و خدمتکار بدرفتاری را کانادا می‌دانند. در جریان بحث در سال ۱۹۸۷ بر سر توافق تجاری آزاد بین کانادا و ایالات متحده، اتوود مخالف این قرارداد بود و مقاله ای در مخالفت با این توافق‌نامه نوشت.
نخست‌وزیر لیبرال کانادا، ژان کریتین، مخالف جنگ عراق بود و اجازه نداد که کانادا در آن شرکت کند. نظرسنجی سال ۲۰۰۳ نشان داد که 71 of از مردم کانادا این تصمیم را تأیید کردند، در حالی که ۲۷ با آن موافق نبودند. استفان هارپر، نخست‌وزیر محافظه کار، در ابتدا در زمان انتخاب عراق در سال ۲۰۰۶ از جنگ عراق حمایت کرد، اما در سال ۲۰۰۸، نظر خود را تغییر داد و اظهار داشت که این جنگ «یک اشتباه» است.
به نوشته روزنامه آریزونا دیلی سان، جورج دبلیو بوش، رئیس‌جمهور ایالات متحده، توسط اکثریت مردم کانادا «اصلاً دوست نداشتند». نظرسنجی سال ۲۰۰۴ نشان داد که بیش از دو سوم کانادایی‌ها در انتخابات ریاست جمهوری ۲۰۰۴ جان کری دموکرات را بر بوش ترجیح دادند و کمترین میزان رای بوش در کانادا در استان کبک بود، جایی که فقط ۱۱ درصد مردم از او حمایت کردند. افکار عمومی کانادایی دربارهٔ باراک اوباما مثبت تر بود. نظرسنجی سال ۲۰۱۲ نشان داد که ۶۵ درصد از کانادایی‌ها "در صورت امکان" در انتخابات ریاست جمهوری ۲۰۱۲ به اوباما رای می‌دهند، در حالی که تنها ۹ درصد از کانادایی‌ها به میت رامنی، رقیب جمهوری‌خواه او رای می‌دهند. در همان مطالعه مشخص شد که ۶۱ درصد از کانادایی‌ها احساس کردند که دولت اوباما برای آمریکا "خوب" بوده‌است، در حالی که تنها ۱۲ درصد احساس کردند که "بد" بوده‌است. این مطالعه همچنین نشان داد که اکثریت اعضای هر سه حزب سیاسی اصلی کانادا از اوباما حمایت می‌کنند و اوباما در سال ۲۰۱۲ نسبت به سال ۲۰۰۸ در کانادا دارای رتبه کمی بالاتر بوده‌است. جان ایبیتسون از روزنامه گلوب اند میل در سال ۲۰۱۲ اظهار داشت که کانادایی‌ها به‌طور کلی از روسای جمهور دموکرات در برابر نامزدهای جمهوری‌خواه حمایت می‌کردند و با اشاره به این که ریچارد نیکسون در کانادا "هرگز مورد پسند" قرار نگرفت و کانادایی‌ها عموماً دوستی برایان مولرونی، نخست‌وزیر، با پرزیدنت رونالد ریگان را تأیید نکردند.
در جریان همه‌گیری کووید -۱۹ در سال ۲۰۲۰، دونالد ترامپ، رئیس‌جمهور ایالات متحده به‌طور مختصر از صادرات ماسک‌های N-95 به کانادا جلوگیری کرد. این امر اظهارات متقابل بسیاری از سیاستمداران استانی را برانگیخت. داگ فورد، نخست‌وزیر انتاریو، آن را به اجازه دادن به یکی از اعضای خانواده در گرسنگی در حالی که دیگری جشن می‌دهد تشبیه کرد. جیسون کنی، نخست‌وزیر آلبرتا، ممنوعیت صادرات ماسک را با بی میلی ایالات متحده برای پیوستن به مبارزه با فاشیسم در جنگ جهانی دوم مقایسه کرد.

## استرالیا
ائتلاف کمپین ضد پایگاه‌های استرالیا (AABCC) بر اساس لابی گری و اعتراضاتی شکل گرفت که در طول سالها از دهه ۱۹۶۰ که اکثریت پایگاه‌های ایالات متحده در استرالیا ایجاد شد. این شعبه توسط شعبه PND نیو ساوت ولز (مردم برای خلع سلاح هسته ای) تأسیس شد. در سال ۱۹۷۴، چند صد نفر برای اعتراض و اشغال پایگاه از شمال استرالیا به شمال غربی کیپ رفتند. ظاهراً ضد آمریکایی در بین معلمان مدارس در استرالیا وجود دارد که توسط سیاستمداران محافظه کار مانند خزانه دار پیتر کاستلو، که تاریخ تدریس در مدارس استرالیا را مورد انتقاد قرار داد، محکوم شد.
بر اساس مقاله منتشر شده توسط مجله ماهانه، استرالیایی‌ها داستان‌های جورج دبلیو بوش را بر سر لیوان‌های آبجو زمزمه کردند و از نومحافظه کاری در کافی شاپ‌ها ناامید شدند و از فعالیت‌های به اصطلاح زشت آمریکایی ابراز تاسف کردند. با توجه به همان مقاله، روپرت مرداک، یک آمریکایی بود که از دو دهه قبل کارت شهروندی استرالیایی خود را کنار گذاشته بود، در طول سفر نوامبر ۲۰۰۶ تا استرالیا گفت که «او در مورد احساسات، رقت بار ضد آمریکایی نگران بود» در نظرسنجی مجله آمریکایی ریدرز دایجست با ۱۰۰۰ استرالیایی، ۱۵ درصد از مردم استرالیا خود را «ضد آمریکایی» توصیف کردند. ۶۷ درصد دیگر نظرات بی طرفانه ای نسبت به آمریکا داشتند و ۱۷ درصد آنها «طرفدار آمریکا» بودند. در این نظرسنجی، ۷۱ درصد از استرالیایی‌ها گفتند که دوست ندارند در ایالات متحده زندگی کنند. در نظرسنجی دیگری که در سال ۲۰۱۲ توسط لیوینگ سوشال انجام شد، ۳۰ درصد از پاسخ دهندگان استرالیایی نظر منفی نسبت به گردشگران آمریکایی داشتند. در نظرسنجی مرکز پیو در سال ۲۰۱۶ نیز ۶۹ درصد از پاسخ دهندگان استرالیایی آمریکایی‌ها را با استکبار و ۶۸ درصد آنها را با خشونت مرتبط دانستند، درصدی که کمی بیشتر از اکثر کشورهای مورد بررسی بود.